# فهرست سیارک‌ها (۱۵۳۰۰۱–۱۵۴۰۰۱)
فهرست سیارک‌ها (۱۵۳۰۰۱ - ۱۵۴۰۰۱) فهرست سیارک‌ها از ۱۵۳۰۰۱ تا ۱۵۴۰۰۱ است.
| نام    | نام انگلیسی   | تاریخ کشف       |
| ------ | ------------- | --------------- |
| ۱۵۳۰۰۱ | 2000 JM4      | ۱ مه ۲۰۰۰       |
| ۱۵۳۰۰۲ | 2000 JG5      | ۲ مه ۲۰۰۰       |
| ۱۵۳۰۰۳ | 2000 JH30     | ۷ مه ۲۰۰۰       |
| ۱۵۳۰۰۴ | 2000 JU30     | ۷ مه ۲۰۰۰       |
| ۱۵۳۰۰۵ | 2000 JA31     | ۷ مه ۲۰۰۰       |
| ۱۵۳۰۰۶ | 2000 JQ35     | ۷ مه ۲۰۰۰       |
| ۱۵۳۰۰۷ | 2000 JU35     | ۷ مه ۲۰۰۰       |
| ۱۵۳۰۰۸ | 2000 JA44     | ۷ مه ۲۰۰۰       |
| ۱۵۳۰۰۹ | 2000 JM52     | ۹ مه ۲۰۰۰       |
| ۱۵۳۰۱۰ | 2000 JZ55     | ۶ مه ۲۰۰۰       |
| ۱۵۳۰۱۱ | 2000 JN78     | ۱۰ مه ۲۰۰۰      |
| ۱۵۳۰۱۲ | 2000 JG87     | ۲ مه ۲۰۰۰       |
| ۱۵۳۰۱۳ | 2000 KO8      | ۲۸ مه ۲۰۰۰      |
| ۱۵۳۰۱۴ | 2000 KQ8      | ۲۸ مه ۲۰۰۰      |
| ۱۵۳۰۱۵ | 2000 KP27     | ۲۸ مه ۲۰۰۰      |
| ۱۵۳۰۱۶ | 2000 KM36     | ۲۸ مه ۲۰۰۰      |
| ۱۵۳۰۱۷ | 2000 KR38     | ۲۴ مه ۲۰۰۰      |
| ۱۵۳۰۱۸ | 2000 KN41     | ۲۷ مه ۲۰۰۰      |
| ۱۵۳۰۱۹ | 2000 KW41     | ۲۷ مه ۲۰۰۰      |
| ۱۵۳۰۲۰ | 2000 KF49     | ۳۰ مه ۲۰۰۰      |
| ۱۵۳۰۲۱ | 2000 KU57     | ۲۴ مه ۲۰۰۰      |
| ۱۵۳۰۲۲ | 2000 LV6      | ۱ ژوئن ۲۰۰۰     |
| ۱۵۳۰۲۳ | 2000 LA32     | ۵ ژوئن ۲۰۰۰     |
| ۱۵۳۰۲۴ | 2000 LQ36     | ۱ ژوئن ۲۰۰۰     |
| ۱۵۳۰۲۵ | 2000 NK23     | ۵ ژوئیه ۲۰۰۰    |
| ۱۵۳۰۲۶ | 2000 NH25     | ۴ ژوئیه ۲۰۰۰    |
| ۱۵۳۰۲۶ | 2000 OP       | ۲۳ ژوئیه ۲۰۰۰   |
| ۱۵۳۰۲۸ | 2000 OW7      | ۳۰ ژوئیه ۲۰۰۰   |
| ۱۵۳۰۲۹ | 2000 OT37     | ۳۰ ژوئیه ۲۰۰۰   |
| ۱۵۳۰۳۰ | 2000 PV1      | ۱ اوت ۲۰۰۰      |
| ۱۵۳۰۳۱ | 2000 PM9      | ۶ اوت ۲۰۰۰      |
| ۱۵۳۰۳۲ | 2000 PB15     | ۱ اوت ۲۰۰۰      |
| ۱۵۳۰۳۳ | 2000 PC16     | ۱ اوت ۲۰۰۰      |
| ۱۵۳۰۳۴ | 2000 PY17     | ۱ اوت ۲۰۰۰      |
| ۱۵۳۰۳۵ | 2000 PR18     | ۱ اوت ۲۰۰۰      |
| ۱۵۳۰۳۶ | 2000 PC24     | ۲ اوت ۲۰۰۰      |
| ۱۵۳۰۳۷ | 2000 PZ25     | ۴ اوت ۲۰۰۰      |
| ۱۵۳۰۳۷ | 2000 QT       | ۲۳ اوت ۲۰۰۰     |
| ۱۵۳۰۳۹ | 2000 QH4      | ۲۴ اوت ۲۰۰۰     |
| ۱۵۳۰۴۰ | 2000 QX6      | ۲۴ اوت ۲۰۰۰     |
| ۱۵۳۰۴۱ | 2000 QZ10     | ۲۴ اوت ۲۰۰۰     |
| ۱۵۳۰۴۲ | 2000 QP14     | ۲۴ اوت ۲۰۰۰     |
| ۱۵۳۰۴۳ | 2000 QN25     | ۲۶ اوت ۲۰۰۰     |
| ۱۵۳۰۴۴ | 2000 QG47     | ۲۴ اوت ۲۰۰۰     |
| ۱۵۳۰۴۵ | 2000 QV53     | ۲۵ اوت ۲۰۰۰     |
| ۱۵۳۰۴۶ | 2000 QE66     | ۲۸ اوت ۲۰۰۰     |
| ۱۵۳۰۴۷ | 2000 QW68     | ۲۹ اوت ۲۰۰۰     |
| ۱۵۳۰۴۸ | 2000 QN75     | ۲۴ اوت ۲۰۰۰     |
| ۱۵۳۰۴۹ | 2000 QK77     | ۲۴ اوت ۲۰۰۰     |
| ۱۵۳۰۵۰ | 2000 QL95     | ۲۶ اوت ۲۰۰۰     |
| ۱۵۳۰۵۱ | 2000 QV95     | ۲۶ اوت ۲۰۰۰     |
| ۱۵۳۰۵۲ | 2000 QO98     | ۲۸ اوت ۲۰۰۰     |
| ۱۵۳۰۵۳ | 2000 QQ100    | ۲۸ اوت ۲۰۰۰     |
| ۱۵۳۰۵۴ | 2000 QF117    | ۲۵ اوت ۲۰۰۰     |
| ۱۵۳۰۵۵ | 2000 QZ125    | ۳۱ اوت ۲۰۰۰     |
| ۱۵۳۰۵۶ | 2000 QN138    | ۳۱ اوت ۲۰۰۰     |
| ۱۵۳۰۵۷ | 2000 QE146    | ۳۱ اوت ۲۰۰۰     |
| ۱۵۳۰۵۸ | 2000 QA152    | ۲۶ اوت ۲۰۰۰     |
| ۱۵۳۰۵۹ | 2000 QE158    | ۳۱ اوت ۲۰۰۰     |
| ۱۵۳۰۶۰ | 2000 QU166    | ۳۱ اوت ۲۰۰۰     |
| ۱۵۳۰۶۱ | 2000 QY168    | ۳۱ اوت ۲۰۰۰     |
| ۱۵۳۰۶۲ | 2000 QD172    | ۳۱ اوت ۲۰۰۰     |
| ۱۵۳۰۶۳ | 2000 QC176    | ۳۱ اوت ۲۰۰۰     |
| ۱۵۳۰۶۴ | 2000 QG179    | ۳۱ اوت ۲۰۰۰     |
| ۱۵۳۰۶۵ | 2000 QO186    | ۲۶ اوت ۲۰۰۰     |
| ۱۵۳۰۶۶ | 2000 QT187    | ۲۶ اوت ۲۰۰۰     |
| ۱۵۳۰۶۷ | 2000 QG195    | ۲۶ اوت ۲۰۰۰     |
| ۱۵۳۰۶۸ | 2000 QE201    | ۲۹ اوت ۲۰۰۰     |
| ۱۵۳۰۶۹ | 2000 QQ202    | ۲۹ اوت ۲۰۰۰     |
| ۱۵۳۰۷۰ | 2000 QX206    | ۳۱ اوت ۲۰۰۰     |
| ۱۵۳۰۷۱ | 2000 QW207    | ۳۱ اوت ۲۰۰۰     |
| ۱۵۳۰۷۲ | 2000 QK210    | ۳۱ اوت ۲۰۰۰     |
| ۱۵۳۰۷۳ | 2000 QS212    | ۳۱ اوت ۲۰۰۰     |
| ۱۵۳۰۷۴ | 2000 QV214    | ۳۱ اوت ۲۰۰۰     |
| ۱۵۳۰۷۵ | 2000 QR222    | ۲۱ اوت ۲۰۰۰     |
| ۱۵۳۰۷۶ | 2000 QO228    | ۳۱ اوت ۲۰۰۰     |
| ۱۵۳۰۷۷ | 2000 QY231    | ۲۹ اوت ۲۰۰۰     |
| ۱۵۳۰۷۸ | Giovale       | ۲۶ اوت ۲۰۰۰     |
| ۱۵۳۰۷۹ | 2000 RF4      | ۱ سپتامبر ۲۰۰۰  |
| ۱۵۳۰۸۰ | 2000 RJ8      | ۱ سپتامبر ۲۰۰۰  |
| ۱۵۳۰۸۱ | 2000 RU19     | ۱ سپتامبر ۲۰۰۰  |
| ۱۵۳۰۸۲ | 2000 RB22     | ۱ سپتامبر ۲۰۰۰  |
| ۱۵۳۰۸۳ | 2000 RH28     | ۱ سپتامبر ۲۰۰۰  |
| ۱۵۳۰۸۴ | 2000 RQ29     | ۱ سپتامبر ۲۰۰۰  |
| ۱۵۳۰۸۵ | 2000 RU38     | ۴ سپتامبر ۲۰۰۰  |
| ۱۵۳۰۸۶ | 2000 RX41     | ۳ سپتامبر ۲۰۰۰  |
| ۱۵۳۰۸۷ | 2000 RG43     | ۳ سپتامبر ۲۰۰۰  |
| ۱۵۳۰۸۸ | 2000 RP45     | ۳ سپتامبر ۲۰۰۰  |
| ۱۵۳۰۸۹ | 2000 RL49     | ۵ سپتامبر ۲۰۰۰  |
| ۱۵۳۰۹۰ | 2000 RL54     | ۳ سپتامبر ۲۰۰۰  |
| ۱۵۳۰۹۱ | 2000 RN58     | ۷ سپتامبر ۲۰۰۰  |
| ۱۵۳۰۹۲ | 2000 RU74     | ۳ سپتامبر ۲۰۰۰  |
| ۱۵۳۰۹۳ | 2000 RP76     | ۴ سپتامبر ۲۰۰۰  |
| ۱۵۳۰۹۴ | 2000 RB93     | ۳ سپتامبر ۲۰۰۰  |
| ۱۵۳۰۹۵ | 2000 RY93     | ۴ سپتامبر ۲۰۰۰  |
| ۱۵۳۰۹۶ | 2000 SZ2      | ۱۹ سپتامبر ۲۰۰۰ |
| ۱۵۳۰۹۷ | 2000 SQ3      | ۲۰ سپتامبر ۲۰۰۰ |
| ۱۵۳۰۹۸ | 2000 ST4      | ۲۰ سپتامبر ۲۰۰۰ |
| ۱۵۳۰۹۹ | 2000 SY10     | ۲۲ سپتامبر ۲۰۰۰ |
| ۱۵۳۱۰۰ | 2000 SN11     | ۲۴ سپتامبر ۲۰۰۰ |
| ۱۵۳۱۰۱ | 2000 SW15     | ۲۳ سپتامبر ۲۰۰۰ |
| ۱۵۳۱۰۲ | 2000 SB30     | ۲۴ سپتامبر ۲۰۰۰ |
| ۱۵۳۱۰۳ | 2000 ST32     | ۲۴ سپتامبر ۲۰۰۰ |
| ۱۵۳۱۰۴ | 2000 SG42     | ۲۶ سپتامبر ۲۰۰۰ |
| ۱۵۳۱۰۵ | 2000 SZ42     | ۲۵ سپتامبر ۲۰۰۰ |
| ۱۵۳۱۰۶ | 2000 SF44     | ۲۴ سپتامبر ۲۰۰۰ |
| ۱۵۳۱۰۷ | 2000 SY55     | ۲۴ سپتامبر ۲۰۰۰ |
| ۱۵۳۱۰۸ | 2000 SJ56     | ۲۴ سپتامبر ۲۰۰۰ |
| ۱۵۳۱۰۹ | 2000 SN62     | ۲۴ سپتامبر ۲۰۰۰ |
| ۱۵۳۱۱۰ | 2000 SB66     | ۲۴ سپتامبر ۲۰۰۰ |
| ۱۵۳۱۱۱ | 2000 SR67     | ۲۴ سپتامبر ۲۰۰۰ |
| ۱۵۳۱۱۲ | 2000 SH69     | ۲۴ سپتامبر ۲۰۰۰ |
| ۱۵۳۱۱۳ | 2000 SH70     | ۲۴ سپتامبر ۲۰۰۰ |
| ۱۵۳۱۱۴ | 2000 SF72     | ۲۴ سپتامبر ۲۰۰۰ |
| ۱۵۳۱۱۵ | 2000 SK72     | ۲۴ سپتامبر ۲۰۰۰ |
| ۱۵۳۱۱۶ | 2000 SB74     | ۲۴ سپتامبر ۲۰۰۰ |
| ۱۵۳۱۱۷ | 2000 SA78     | ۲۴ سپتامبر ۲۰۰۰ |
| ۱۵۳۱۱۸ | 2000 SA83     | ۲۴ سپتامبر ۲۰۰۰ |
| ۱۵۳۱۱۹ | 2000 SN86     | ۲۴ سپتامبر ۲۰۰۰ |
| ۱۵۳۱۲۰ | 2000 SR90     | ۲۲ سپتامبر ۲۰۰۰ |
| ۱۵۳۱۲۱ | 2000 SM95     | ۲۳ سپتامبر ۲۰۰۰ |
| ۱۵۳۱۲۲ | 2000 SA97     | ۲۳ سپتامبر ۲۰۰۰ |
| ۱۵۳۱۲۳ | 2000 SW98     | ۲۳ سپتامبر ۲۰۰۰ |
| ۱۵۳۱۲۴ | 2000 SR102    | ۲۴ سپتامبر ۲۰۰۰ |
| ۱۵۳۱۲۵ | 2000 SG111    | ۲۴ سپتامبر ۲۰۰۰ |
| ۱۵۳۱۲۶ | 2000 SQ128    | ۲۴ سپتامبر ۲۰۰۰ |
| ۱۵۳۱۲۷ | 2000 SV130    | ۲۲ سپتامبر ۲۰۰۰ |
| ۱۵۳۱۲۸ | 2000 SF132    | ۲۲ سپتامبر ۲۰۰۰ |
| ۱۵۳۱۲۹ | 2000 SH134    | ۲۳ سپتامبر ۲۰۰۰ |
| ۱۵۳۱۳۰ | 2000 SO141    | ۲۳ سپتامبر ۲۰۰۰ |
| ۱۵۳۱۳۱ | 2000 SK144    | ۲۴ سپتامبر ۲۰۰۰ |
| ۱۵۳۱۳۲ | 2000 SW161    | ۲۰ سپتامبر ۲۰۰۰ |
| ۱۵۳۱۳۳ | 2000 SC172    | ۲۷ سپتامبر ۲۰۰۰ |
| ۱۵۳۱۳۴ | 2000 SD174    | ۲۸ سپتامبر ۲۰۰۰ |
| ۱۵۳۱۳۵ | 2000 ST184    | ۲۰ سپتامبر ۲۰۰۰ |
| ۱۵۳۱۳۶ | 2000 SW185    | ۲۱ سپتامبر ۲۰۰۰ |
| ۱۵۳۱۳۷ | 2000 SB191    | ۲۴ سپتامبر ۲۰۰۰ |
| ۱۵۳۱۳۸ | 2000 SW191    | ۲۴ سپتامبر ۲۰۰۰ |
| ۱۵۳۱۳۹ | 2000 SM197    | ۲۴ سپتامبر ۲۰۰۰ |
| ۱۵۳۱۴۰ | 2000 SC203    | ۲۴ سپتامبر ۲۰۰۰ |
| ۱۵۳۱۴۱ | 2000 SP203    | ۲۴ سپتامبر ۲۰۰۰ |
| ۱۵۳۱۴۲ | 2000 SG205    | ۲۴ سپتامبر ۲۰۰۰ |
| ۱۵۳۱۴۳ | 2000 ST215    | ۲۶ سپتامبر ۲۰۰۰ |
| ۱۵۳۱۴۴ | 2000 SY230    | ۲۸ سپتامبر ۲۰۰۰ |
| ۱۵۳۱۴۵ | 2000 SQ239    | ۲۸ سپتامبر ۲۰۰۰ |
| ۱۵۳۱۴۶ | 2000 SQ243    | ۲۴ سپتامبر ۲۰۰۰ |
| ۱۵۳۱۴۷ | 2000 SW243    | ۲۴ سپتامبر ۲۰۰۰ |
| ۱۵۳۱۴۸ | 2000 SH248    | ۲۴ سپتامبر ۲۰۰۰ |
| ۱۵۳۱۴۹ | 2000 SE250    | ۲۴ سپتامبر ۲۰۰۰ |
| ۱۵۳۱۵۰ | 2000 SK254    | ۲۴ سپتامبر ۲۰۰۰ |
| ۱۵۳۱۵۱ | 2000 SV266    | ۲۷ سپتامبر ۲۰۰۰ |
| ۱۵۳۱۵۲ | 2000 SE276    | ۲۸ سپتامبر ۲۰۰۰ |
| ۱۵۳۱۵۳ | 2000 SP288    | ۲۷ سپتامبر ۲۰۰۰ |
| ۱۵۳۱۵۴ | 2000 SF290    | ۲۷ سپتامبر ۲۰۰۰ |
| ۱۵۳۱۵۵ | 2000 SO298    | ۲۸ سپتامبر ۲۰۰۰ |
| ۱۵۳۱۵۶ | 2000 SM301    | ۲۸ سپتامبر ۲۰۰۰ |
| ۱۵۳۱۵۷ | 2000 SJ307    | ۳۰ سپتامبر ۲۰۰۰ |
| ۱۵۳۱۵۸ | 2000 SN309    | ۲۴ سپتامبر ۲۰۰۰ |
| ۱۵۳۱۵۹ | 2000 SA311    | ۲۶ سپتامبر ۲۰۰۰ |
| ۱۵۳۱۶۰ | 2000 SX313    | ۲۷ سپتامبر ۲۰۰۰ |
| ۱۵۳۱۶۱ | 2000 SP317    | ۳۰ سپتامبر ۲۰۰۰ |
| ۱۵۳۱۶۲ | 2000 SB327    | ۲۹ سپتامبر ۲۰۰۰ |
| ۱۵۳۱۶۳ | 2000 SP339    | ۲۵ سپتامبر ۲۰۰۰ |
| ۱۵۳۱۶۴ | 2000 TC3      | ۱ اکتبر ۲۰۰۰    |
| ۱۵۳۱۶۵ | 2000 TG5      | ۱ اکتبر ۲۰۰۰    |
| ۱۵۳۱۶۶ | 2000 TS6      | ۱ اکتبر ۲۰۰۰    |
| ۱۵۳۱۶۷ | 2000 TJ28     | ۳ اکتبر ۲۰۰۰    |
| ۱۵۳۱۶۸ | 2000 TP30     | ۲ اکتبر ۲۰۰۰    |
| ۱۵۳۱۶۹ | 2000 TK36     | ۶ اکتبر ۲۰۰۰    |
| ۱۵۳۱۷۰ | 2000 TW37     | ۱ اکتبر ۲۰۰۰    |
| ۱۵۳۱۷۱ | 2000 TJ42     | ۱ اکتبر ۲۰۰۰    |
| ۱۵۳۱۷۲ | 2000 TY59     | ۲ اکتبر ۲۰۰۰    |
| ۱۵۳۱۷۳ | 2000 TJ64     | ۵ اکتبر ۲۰۰۰    |
| ۱۵۳۱۷۴ | 2000 TZ64     | ۱ اکتبر ۲۰۰۰    |
| ۱۵۳۱۷۵ | 2000 UN2      | ۲۴ اکتبر ۲۰۰۰   |
| ۱۵۳۱۷۶ | 2000 UF21     | ۲۴ اکتبر ۲۰۰۰   |
| ۱۵۳۱۷۷ | 2000 UM35     | ۲۴ اکتبر ۲۰۰۰   |
| ۱۵۳۱۷۸ | 2000 UF36     | ۲۴ اکتبر ۲۰۰۰   |
| ۱۵۳۱۷۹ | 2000 UM36     | ۲۴ اکتبر ۲۰۰۰   |
| ۱۵۳۱۸۰ | 2000 UJ37     | ۲۴ اکتبر ۲۰۰۰   |
| ۱۵۳۱۸۱ | 2000 UZ41     | ۲۴ اکتبر ۲۰۰۰   |
| ۱۵۳۱۸۲ | 2000 UL46     | ۲۴ اکتبر ۲۰۰۰   |
| ۱۵۳۱۸۳ | 2000 UY58     | ۲۵ اکتبر ۲۰۰۰   |
| ۱۵۳۱۸۴ | 2000 UQ65     | ۲۵ اکتبر ۲۰۰۰   |
| ۱۵۳۱۸۵ | 2000 UJ73     | ۲۶ اکتبر ۲۰۰۰   |
| ۱۵۳۱۸۶ | 2000 UX76     | ۲۴ اکتبر ۲۰۰۰   |
| ۱۵۳۱۸۷ | 2000 UD82     | ۲۵ اکتبر ۲۰۰۰   |
| ۱۵۳۱۸۸ | 2000 UO83     | ۳۱ اکتبر ۲۰۰۰   |
| ۱۵۳۱۸۹ | 2000 US89     | ۳۱ اکتبر ۲۰۰۰   |
| ۱۵۳۱۹۰ | 2000 UU89     | ۳۱ اکتبر ۲۰۰۰   |
| ۱۵۳۱۹۱ | 2000 US101    | ۲۵ اکتبر ۲۰۰۰   |
| ۱۵۳۱۹۲ | 2000 VP1      | ۱ نوامبر ۲۰۰۰   |
| ۱۵۳۱۹۳ | 2000 VJ42     | ۱ نوامبر ۲۰۰۰   |
| ۱۵۳۱۹۴ | 2000 VC49     | ۲ نوامبر ۲۰۰۰   |
| ۱۵۳۱۹۵ | 2000 WB1      | ۱۶ نوامبر ۲۰۰۰  |
| ۱۵۳۱۹۶ | 2000 WC16     | ۲۱ نوامبر ۲۰۰۰  |
| ۱۵۳۱۹۷ | 2000 WC21     | ۲۵ نوامبر ۲۰۰۰  |
| ۱۵۳۱۹۸ | 2000 WC45     | ۲۱ نوامبر ۲۰۰۰  |
| ۱۵۳۱۹۹ | 2000 WU79     | ۲۰ نوامبر ۲۰۰۰  |
| ۱۵۳۲۰۰ | 2000 WR81     | ۲۰ نوامبر ۲۰۰۰  |
| ۱۵۳۲۰۱ | 2000 WO107    | ۲۹ نوامبر ۲۰۰۰  |
| ۱۵۳۲۰۲ | 2000 WJ109    | ۲۰ نوامبر ۲۰۰۰  |
| ۱۵۳۲۰۳ | 2000 WF122    | ۲۹ نوامبر ۲۰۰۰  |
| ۱۵۳۲۰۴ | 2000 WR129    | ۱۹ نوامبر ۲۰۰۰  |
| ۱۵۳۲۰۵ | 2000 WV159    | ۲۰ نوامبر ۲۰۰۰  |
| ۱۵۳۲۰۶ | 2000 WH163    | ۲۱ نوامبر ۲۰۰۰  |
| ۱۵۳۲۰۶ | 2000 XX       | ۱ دسامبر ۲۰۰۰   |
| ۱۵۳۲۰۸ | 2000 XP3      | ۱ دسامبر ۲۰۰۰   |
| ۱۵۳۲۰۹ | 2000 XL9      | ۱ دسامبر ۲۰۰۰   |
| ۱۵۳۲۱۰ | 2000 XQ14     | ۴ دسامبر ۲۰۰۰   |
| ۱۵۳۲۱۱ | 2000 XJ16     | ۱ دسامبر ۲۰۰۰   |
| ۱۵۳۲۱۲ | 2000 XK41     | ۵ دسامبر ۲۰۰۰   |
| ۱۵۳۲۱۳ | 2000 XX44     | ۸ دسامبر ۲۰۰۰   |
| ۱۵۳۲۱۴ | 2000 XP51     | ۶ دسامبر ۲۰۰۰   |
| ۱۵۳۲۱۵ | 2000 YR8      | ۱۷ دسامبر ۲۰۰۰  |
| ۱۵۳۲۱۶ | 2000 YR19     | ۲۸ دسامبر ۲۰۰۰  |
| ۱۵۳۲۱۷ | 2000 YX19     | ۲۶ دسامبر ۲۰۰۰  |
| ۱۵۳۲۱۸ | 2000 YU23     | ۲۸ دسامبر ۲۰۰۰  |
| ۱۵۳۲۱۹ | 2000 YM29     | ۲۷ دسامبر ۲۰۰۰  |
| ۱۵۳۲۲۰ | 2000 YN29     | ۲۸ دسامبر ۲۰۰۰  |
| ۱۵۳۲۲۱ | 2000 YU37     | ۳۰ دسامبر ۲۰۰۰  |
| ۱۵۳۲۲۲ | 2000 YD43     | ۳۰ دسامبر ۲۰۰۰  |
| ۱۵۳۲۲۳ | 2000 YR47     | ۳۰ دسامبر ۲۰۰۰  |
| ۱۵۳۲۲۴ | 2000 YR48     | ۳۰ دسامبر ۲۰۰۰  |
| ۱۵۳۲۲۵ | 2000 YH52     | ۳۰ دسامبر ۲۰۰۰  |
| ۱۵۳۲۲۶ | 2000 YZ57     | ۳۰ دسامبر ۲۰۰۰  |
| ۱۵۳۲۲۷ | 2000 YL58     | ۳۰ دسامبر ۲۰۰۰  |
| ۱۵۳۲۲۸ | 2000 YJ59     | ۳۰ دسامبر ۲۰۰۰  |
| ۱۵۳۲۲۹ | 2000 YE85     | ۳۰ دسامبر ۲۰۰۰  |
| ۱۵۳۲۳۰ | 2000 YS89     | ۳۰ دسامبر ۲۰۰۰  |
| ۱۵۳۲۳۱ | 2000 YV98     | ۳۰ دسامبر ۲۰۰۰  |
| ۱۵۳۲۳۲ | 2000 YG111    | ۳۰ دسامبر ۲۰۰۰  |
| ۱۵۳۲۳۳ | 2000 YP112    | ۳۰ دسامبر ۲۰۰۰  |
| ۱۵۳۲۳۴ | 2000 YV114    | ۳۰ دسامبر ۲۰۰۰  |
| ۱۵۳۲۳۵ | 2000 YL133    | ۳۱ دسامبر ۲۰۰۰  |
| ۱۵۳۲۳۶ | 2000 YF138    | ۲۶ دسامبر ۲۰۰۰  |
| ۱۵۳۲۳۷ | 2001 AY1      | ۳ ژانویه ۲۰۰۱   |
| ۱۵۳۲۳۸ | 2001 AG27     | ۵ ژانویه ۲۰۰۱   |
| ۱۵۳۲۳۹ | 2001 AK37     | ۵ ژانویه ۲۰۰۱   |
| ۱۵۳۲۴۰ | 2001 AG39     | ۲ ژانویه ۲۰۰۱   |
| ۱۵۳۲۴۱ | 2001 AS46     | ۱۵ ژانویه ۲۰۰۱  |
| ۱۵۳۲۴۲ | 2001 AO47     | ۱۵ ژانویه ۲۰۰۱  |
| ۱۵۳۲۴۳ | 2001 AU47     | ۱۵ ژانویه ۲۰۰۱  |
| ۱۵۳۲۴۴ | 2001 AQ50     | ۱۴ ژانویه ۲۰۰۱  |
| ۱۵۳۲۴۴ | 2001 BK       | ۱۷ ژانویه ۲۰۰۱  |
| ۱۵۳۲۴۶ | 2001 BK1      | ۱۷ ژانویه ۲۰۰۱  |
| ۱۵۳۲۴۷ | 2001 BT1      | ۱۶ ژانویه ۲۰۰۱  |
| ۱۵۳۲۴۸ | 2001 BU6      | ۱۹ ژانویه ۲۰۰۱  |
| ۱۵۳۲۴۹ | 2001 BW15     | ۱۷ ژانویه ۲۰۰۱  |
| ۱۵۳۲۵۰ | 2001 BL21     | ۱۹ ژانویه ۲۰۰۱  |
| ۱۵۳۲۵۱ | 2001 BR22     | ۲۰ ژانویه ۲۰۰۱  |
| ۱۵۳۲۵۲ | 2001 BQ26     | ۲۰ ژانویه ۲۰۰۱  |
| ۱۵۳۲۵۳ | 2001 BZ45     | ۲۱ ژانویه ۲۰۰۱  |
| ۱۵۳۲۵۴ | 2001 BF47     | ۲۱ ژانویه ۲۰۰۱  |
| ۱۵۳۲۵۵ | 2001 BQ53     | ۱۷ ژانویه ۲۰۰۱  |
| ۱۵۳۲۵۶ | 2001 BR57     | ۲۰ ژانویه ۲۰۰۱  |
| ۱۵۳۲۵۷ | 2001 BK59     | ۲۱ ژانویه ۲۰۰۱  |
| ۱۵۳۲۵۸ | 2001 BZ63     | ۲۹ ژانویه ۲۰۰۱  |
| ۱۵۳۲۵۹ | 2001 BY66     | ۲۹ ژانویه ۲۰۰۱  |
| ۱۵۳۲۶۰ | 2001 BM67     | ۳۱ ژانویه ۲۰۰۱  |
| ۱۵۳۲۶۱ | 2001 BS70     | ۲۹ ژانویه ۲۰۰۱  |
| ۱۵۳۲۶۲ | 2001 CN5      | ۱ فوریه ۲۰۰۱    |
| ۱۵۳۲۶۳ | 2001 CD12     | ۱ فوریه ۲۰۰۱    |
| ۱۵۳۲۶۴ | 2001 CT14     | ۱ فوریه ۲۰۰۱    |
| ۱۵۳۲۶۵ | 2001 CF19     | ۲ فوریه ۲۰۰۱    |
| ۱۵۳۲۶۶ | 2001 CH21     | ۱۱ فوریه ۲۰۰۱   |
| ۱۵۳۲۶۷ | 2001 CB32     | ۶ فوریه ۲۰۰۱    |
| ۱۵۳۲۶۸ | 2001 CV32     | ۱۳ فوریه ۲۰۰۱   |
| ۱۵۳۲۶۹ | 2001 CR33     | ۱۳ فوریه ۲۰۰۱   |
| ۱۵۳۲۷۰ | 2001 CW33     | ۱۳ فوریه ۲۰۰۱   |
| ۱۵۳۲۷۱ | 2001 CL42     | ۱۵ فوریه ۲۰۰۱   |
| ۱۵۳۲۷۲ | 2001 CM45     | ۱۵ فوریه ۲۰۰۱   |
| ۱۵۳۲۷۳ | 2001 CQ46     | ۱۳ فوریه ۲۰۰۱   |
| ۱۵۳۲۷۴ | 2001 CU49     | ۳ فوریه ۲۰۰۱    |
| ۱۵۳۲۷۵ | 2001 DA10     | ۱۶ فوریه ۲۰۰۱   |
| ۱۵۳۲۷۶ | 2001 DC32     | ۱۷ فوریه ۲۰۰۱   |
| ۱۵۳۲۷۷ | 2001 DY40     | ۱۹ فوریه ۲۰۰۱   |
| ۱۵۳۲۷۸ | 2001 DH49     | ۱۶ فوریه ۲۰۰۱   |
| ۱۵۳۲۷۹ | 2001 DY50     | ۱۶ فوریه ۲۰۰۱   |
| ۱۵۳۲۸۰ | 2001 DB52     | ۱۶ فوریه ۲۰۰۱   |
| ۱۵۳۲۸۱ | 2001 DF56     | ۱۶ فوریه ۲۰۰۱   |
| ۱۵۳۲۸۲ | 2001 DE69     | ۱۹ فوریه ۲۰۰۱   |
| ۱۵۳۲۸۳ | 2001 DY91     | ۲۰ فوریه ۲۰۰۱   |
| ۱۵۳۲۸۴ | 2001 DU109    | ۲۱ فوریه ۲۰۰۱   |
| ۱۵۳۲۸۵ | 2001 DD111    | ۱۶ فوریه ۲۰۰۱   |
| ۱۵۳۲۸۶ | 2001 EL7      | ۲ مارس ۲۰۰۱     |
| ۱۵۳۲۸۷ | 2001 EY24     | ۱۵ مارس ۲۰۰۱    |
| ۱۵۳۲۸۸ | 2001 FG4      | ۱۶ مارس ۲۰۰۱    |
| ۱۵۳۲۸۹ | Rebeccawatson | ۲۲ مارس ۲۰۰۱    |
| ۱۵۳۲۹۰ | 2001 FH11     | ۱۹ مارس ۲۰۰۱    |
| ۱۵۳۲۹۱ | 2001 FW19     | ۱۹ مارس ۲۰۰۱    |
| ۱۵۳۲۹۲ | 2001 FE27     | ۱۸ مارس ۲۰۰۱    |
| ۱۵۳۲۹۳ | 2001 FV62     | ۱۹ مارس ۲۰۰۱    |
| ۱۵۳۲۹۴ | 2001 FJ95     | ۱۶ مارس ۲۰۰۱    |
| ۱۵۳۲۹۵ | 2001 FB107    | ۱۸ مارس ۲۰۰۱    |
| ۱۵۳۲۹۶ | 2001 FF108    | ۱۸ مارس ۲۰۰۱    |
| ۱۵۳۲۹۷ | 2001 FN109    | ۱۸ مارس ۲۰۰۱    |
| ۱۵۳۲۹۸ | Paulmyers     | ۲۹ مارس ۲۰۰۱    |
| ۱۵۳۲۹۹ | 2001 FB154    | ۲۶ مارس ۲۰۰۱    |
| ۱۵۳۳۰۰ | 2001 FD159    | ۲۹ مارس ۲۰۰۱    |
| ۱۵۳۳۰۱ | 2001 FR183    | ۲۵ مارس ۲۰۰۱    |
| ۱۵۳۳۰۲ | 2001 FS186    | ۱۸ مارس ۲۰۰۱    |
| ۱۵۳۳۰۳ | 2001 HC14     | ۲۳ آوریل ۲۰۰۱   |
| ۱۵۳۳۰۴ | 2001 HG61     | ۲۴ آوریل ۲۰۰۱   |
| ۱۵۳۳۰۵ | 2001 HV62     | ۲۶ آوریل ۲۰۰۱   |
| ۱۵۳۳۰۶ | 2001 JL1      | ۱۱ مه ۲۰۰۱      |
| ۱۵۳۳۰۷ | 2001 KF10     | ۱۸ مه ۲۰۰۱      |
| ۱۵۳۳۰۸ | 2001 KE17     | ۱۸ مه ۲۰۰۱      |
| ۱۵۳۳۰۹ | 2001 KB68     | ۲۸ مه ۲۰۰۱      |
| ۱۵۳۳۰۹ | 2001 LZ       | ۱۳ ژوئن ۲۰۰۱    |
| ۱۵۳۳۱۱ | 2001 MG1      | ۱۸ ژوئن ۲۰۰۱    |
| ۱۵۳۳۱۲ | 2001 MK14     | ۲۸ ژوئن ۲۰۰۱    |
| ۱۵۳۳۱۳ | 2001 MF22     | ۲۸ ژوئن ۲۰۰۱    |
| ۱۵۳۳۱۴ | 2001 MR23     | ۲۷ ژوئن ۲۰۰۱    |
| ۱۵۳۳۱۵ | 2001 NH6      | ۱۰ ژوئیه ۲۰۰۱   |
| ۱۵۳۳۱۶ | 2001 NL8      | ۱۴ ژوئیه ۲۰۰۱   |
| ۱۵۳۳۱۷ | 2001 NM21     | ۱۴ ژوئیه ۲۰۰۱   |
| ۱۵۳۳۱۸ | 2001 OJ6      | ۱۷ ژوئیه ۲۰۰۱   |
| ۱۵۳۳۱۹ | 2001 OT9      | ۱۷ ژوئیه ۲۰۰۱   |
| ۱۵۳۳۲۰ | 2001 OR13     | ۲۰ ژوئیه ۲۰۰۱   |
| ۱۵۳۳۲۱ | 2001 OW16     | ۲۱ ژوئیه ۲۰۰۱   |
| ۱۵۳۳۲۲ | 2001 OA22     | ۲۱ ژوئیه ۲۰۰۱   |
| ۱۵۳۳۲۳ | 2001 ON25     | ۱۸ ژوئیه ۲۰۰۱   |
| ۱۵۳۳۲۴ | 2001 OB28     | ۱۸ ژوئیه ۲۰۰۱   |
| ۱۵۳۳۲۵ | 2001 OV34     | ۱۹ ژوئیه ۲۰۰۱   |
| ۱۵۳۳۲۶ | 2001 OG35     | ۲۰ ژوئیه ۲۰۰۱   |
| ۱۵۳۳۲۷ | 2001 OM36     | ۲۱ ژوئیه ۲۰۰۱   |
| ۱۵۳۳۲۸ | 2001 OP40     | ۲۰ ژوئیه ۲۰۰۱   |
| ۱۵۳۳۲۹ | 2001 OM41     | ۲۱ ژوئیه ۲۰۰۱   |
| ۱۵۳۳۳۰ | 2001 OL42     | ۲۲ ژوئیه ۲۰۰۱   |
| ۱۵۳۳۳۱ | 2001 OO46     | ۱۶ ژوئیه ۲۰۰۱   |
| ۱۵۳۳۳۲ | 2001 OJ47     | ۱۶ ژوئیه ۲۰۰۱   |
| ۱۵۳۳۳۳ | Jeanhugues    | ۲۵ ژوئیه ۲۰۰۱   |
| ۱۵۳۳۳۴ | 2001 OO52     | ۲۱ ژوئیه ۲۰۰۱   |
| ۱۵۳۳۳۵ | 2001 OL60     | ۲۱ ژوئیه ۲۰۰۱   |
| ۱۵۳۳۳۶ | 2001 OF61     | ۲۱ ژوئیه ۲۰۰۱   |
| ۱۵۳۳۳۷ | 2001 OP63     | ۱۹ ژوئیه ۲۰۰۱   |
| ۱۵۳۳۳۸ | 2001 OY70     | ۱۹ ژوئیه ۲۰۰۱   |
| ۱۵۳۳۳۹ | 2001 OA87     | ۲۹ ژوئیه ۲۰۰۱   |
| ۱۵۳۳۴۰ | 2001 OQ89     | ۲۲ ژوئیه ۲۰۰۱   |
| ۱۵۳۳۴۱ | 2001 OA90     | ۲۳ ژوئیه ۲۰۰۱   |
| ۱۵۳۳۴۲ | 2001 OP93     | ۲۶ ژوئیه ۲۰۰۱   |
| ۱۵۳۳۴۳ | 2001 OE104    | ۳۰ ژوئیه ۲۰۰۱   |
| ۱۵۳۳۴۴ | 2001 OR106    | ۲۹ ژوئیه ۲۰۰۱   |
| ۱۵۳۳۴۵ | 2001 PW1      | ۸ اوت ۲۰۰۱      |
| ۱۵۳۳۴۶ | 2001 PD2      | ۸ اوت ۲۰۰۱      |
| ۱۵۳۳۴۷ | 2001 PT2      | ۳ اوت ۲۰۰۱      |
| ۱۵۳۳۴۸ | 2001 PA8      | ۱۰ اوت ۲۰۰۱     |
| ۱۵۳۳۴۹ | 2001 PJ9      | ۱۰ اوت ۲۰۰۱     |
| ۱۵۳۳۵۰ | 2001 PJ13     | ۱۲ اوت ۲۰۰۱     |
| ۱۵۳۳۵۱ | 2001 PV20     | ۱۰ اوت ۲۰۰۱     |
| ۱۵۳۳۵۲ | 2001 PP21     | ۱۰ اوت ۲۰۰۱     |
| ۱۵۳۳۵۳ | 2001 PW22     | ۱۰ اوت ۲۰۰۱     |
| ۱۵۳۳۵۴ | 2001 PF23     | ۱۰ اوت ۲۰۰۱     |
| ۱۵۳۳۵۵ | 2001 PQ23     | ۱۱ اوت ۲۰۰۱     |
| ۱۵۳۳۵۶ | 2001 PE25     | ۱۱ اوت ۲۰۰۱     |
| ۱۵۳۳۵۷ | 2001 PN26     | ۱۱ اوت ۲۰۰۱     |
| ۱۵۳۳۵۸ | 2001 PB53     | ۱۴ اوت ۲۰۰۱     |
| ۱۵۳۳۵۹ | 2001 PE53     | ۱۴ اوت ۲۰۰۱     |
| ۱۵۳۳۶۰ | 2001 PK55     | ۱۴ اوت ۲۰۰۱     |
| ۱۵۳۳۶۱ | 2001 PA58     | ۱۴ اوت ۲۰۰۱     |
| ۱۵۳۳۶۲ | 2001 PA61     | ۱۳ اوت ۲۰۰۱     |
| ۱۵۳۳۶۳ | 2001 PC61     | ۱۳ اوت ۲۰۰۱     |
| ۱۵۳۳۶۳ | 2001 QL       | ۱۶ اوت ۲۰۰۱     |
| ۱۵۳۳۶۳ | 2001 QQ       | ۱۶ اوت ۲۰۰۱     |
| ۱۵۳۳۶۶ | 2001 QB1      | ۱۶ اوت ۲۰۰۱     |
| ۱۵۳۳۶۷ | 2001 QJ3      | ۱۶ اوت ۲۰۰۱     |
| ۱۵۳۳۶۸ | 2001 QP5      | ۱۶ اوت ۲۰۰۱     |
| ۱۵۳۳۶۹ | 2001 QQ6      | ۱۶ اوت ۲۰۰۱     |
| ۱۵۳۳۷۰ | 2001 QU7      | ۱۶ اوت ۲۰۰۱     |
| ۱۵۳۳۷۱ | 2001 QM9      | ۱۶ اوت ۲۰۰۱     |
| ۱۵۳۳۷۲ | 2001 QG13     | ۱۶ اوت ۲۰۰۱     |
| ۱۵۳۳۷۳ | 2001 QR14     | ۱۶ اوت ۲۰۰۱     |
| ۱۵۳۳۷۴ | 2001 QF15     | ۱۶ اوت ۲۰۰۱     |
| ۱۵۳۳۷۵ | 2001 QH20     | ۱۶ اوت ۲۰۰۱     |
| ۱۵۳۳۷۶ | 2001 QU21     | ۱۶ اوت ۲۰۰۱     |
| ۱۵۳۳۷۷ | 2001 QY22     | ۱۶ اوت ۲۰۰۱     |
| ۱۵۳۳۷۸ | 2001 QA23     | ۱۶ اوت ۲۰۰۱     |
| ۱۵۳۳۷۹ | 2001 QB23     | ۱۶ اوت ۲۰۰۱     |
| ۱۵۳۳۸۰ | 2001 QJ24     | ۱۶ اوت ۲۰۰۱     |
| ۱۵۳۳۸۱ | 2001 QU24     | ۱۶ اوت ۲۰۰۱     |
| ۱۵۳۳۸۲ | 2001 QO27     | ۱۶ اوت ۲۰۰۱     |
| ۱۵۳۳۸۳ | 2001 QS29     | ۱۶ اوت ۲۰۰۱     |
| ۱۵۳۳۸۴ | 2001 QW37     | ۱۶ اوت ۲۰۰۱     |
| ۱۵۳۳۸۵ | 2001 QT41     | ۱۶ اوت ۲۰۰۱     |
| ۱۵۳۳۸۶ | 2001 QT50     | ۱۶ اوت ۲۰۰۱     |
| ۱۵۳۳۸۷ | 2001 QR52     | ۱۶ اوت ۲۰۰۱     |
| ۱۵۳۳۸۸ | 2001 QA56     | ۱۶ اوت ۲۰۰۱     |
| ۱۵۳۳۸۹ | 2001 QK56     | ۱۶ اوت ۲۰۰۱     |
| ۱۵۳۳۹۰ | 2001 QA64     | ۱۶ اوت ۲۰۰۱     |
| ۱۵۳۳۹۱ | 2001 QQ74     | ۱۶ اوت ۲۰۰۱     |
| ۱۵۳۳۹۲ | 2001 QV76     | ۱۶ اوت ۲۰۰۱     |
| ۱۵۳۳۹۳ | 2001 QX88     | ۱۹ اوت ۲۰۰۱     |
| ۱۵۳۳۹۴ | 2001 QQ100    | ۲۳ اوت ۲۰۰۱     |
| ۱۵۳۳۹۵ | 2001 QF102    | ۱۹ اوت ۲۰۰۱     |
| ۱۵۳۳۹۶ | 2001 QY104    | ۲۲ اوت ۲۰۰۱     |
| ۱۵۳۳۹۷ | 2001 QK106    | ۱۸ اوت ۲۰۰۱     |
| ۱۵۳۳۹۸ | 2001 QQ108    | ۱۹ اوت ۲۰۰۱     |
| ۱۵۳۳۹۹ | 2001 QC109    | ۱۹ اوت ۲۰۰۱     |
| ۱۵۳۴۰۰ | 2001 QB116    | ۱۷ اوت ۲۰۰۱     |
| ۱۵۳۴۰۱ | 2001 QG119    | ۱۷ اوت ۲۰۰۱     |
| ۱۵۳۴۰۲ | 2001 QH120    | ۱۸ اوت ۲۰۰۱     |
| ۱۵۳۴۰۳ | 2001 QC121    | ۱۹ اوت ۲۰۰۱     |
| ۱۵۳۴۰۴ | 2001 QH122    | ۱۹ اوت ۲۰۰۱     |
| ۱۵۳۴۰۵ | 2001 QL123    | ۱۹ اوت ۲۰۰۱     |
| ۱۵۳۴۰۶ | 2001 QT125    | ۱۹ اوت ۲۰۰۱     |
| ۱۵۳۴۰۷ | 2001 QT131    | ۲۰ اوت ۲۰۰۱     |
| ۱۵۳۴۰۸ | 2001 QV137    | ۲۲ اوت ۲۰۰۱     |
| ۱۵۳۴۰۹ | 2001 QG139    | ۲۲ اوت ۲۰۰۱     |
| ۱۵۳۴۱۰ | 2001 QZ141    | ۲۴ اوت ۲۰۰۱     |
| ۱۵۳۴۱۱ | 2001 QX142    | ۲۴ اوت ۲۰۰۱     |
| ۱۵۳۴۱۲ | 2001 QR145    | ۲۵ اوت ۲۰۰۱     |
| ۱۵۳۴۱۳ | 2001 QN147    | ۲۰ اوت ۲۰۰۱     |
| ۱۵۳۴۱۴ | 2001 QB151    | ۲۳ اوت ۲۰۰۱     |
| ۱۵۳۴۱۵ | 2001 QP153    | ۲۷ اوت ۲۰۰۱     |
| ۱۵۳۴۱۶ | 2001 QO160    | ۲۳ اوت ۲۰۰۱     |
| ۱۵۳۴۱۷ | 2001 QU162    | ۲۳ اوت ۲۰۰۱     |
| ۱۵۳۴۱۸ | 2001 QE174    | ۲۶ اوت ۲۰۰۱     |
| ۱۵۳۴۱۹ | 2001 QU175    | ۲۳ اوت ۲۰۰۱     |
| ۱۵۳۴۲۰ | 2001 QJ178    | ۲۵ اوت ۲۰۰۱     |
| ۱۵۳۴۲۱ | 2001 QX178    | ۲۷ اوت ۲۰۰۱     |
| ۱۵۳۴۲۲ | 2001 QT179    | ۲۵ اوت ۲۰۰۱     |
| ۱۵۳۴۲۳ | 2001 QN203    | ۲۳ اوت ۲۰۰۱     |
| ۱۵۳۴۲۴ | 2001 QC204    | ۲۳ اوت ۲۰۰۱     |
| ۱۵۳۴۲۵ | 2001 QD205    | ۲۳ اوت ۲۰۰۱     |
| ۱۵۳۴۲۶ | 2001 QO208    | ۲۳ اوت ۲۰۰۱     |
| ۱۵۳۴۲۷ | 2001 QV212    | ۲۳ اوت ۲۰۰۱     |
| ۱۵۳۴۲۸ | 2001 QY212    | ۲۳ اوت ۲۰۰۱     |
| ۱۵۳۴۲۹ | 2001 QB216    | ۲۳ اوت ۲۰۰۱     |
| ۱۵۳۴۳۰ | 2001 QL216    | ۲۳ اوت ۲۰۰۱     |
| ۱۵۳۴۳۱ | 2001 QP217    | ۲۳ اوت ۲۰۰۱     |
| ۱۵۳۴۳۲ | 2001 QK218    | ۲۳ اوت ۲۰۰۱     |
| ۱۵۳۴۳۳ | 2001 QR218    | ۲۳ اوت ۲۰۰۱     |
| ۱۵۳۴۳۴ | 2001 QK222    | ۲۴ اوت ۲۰۰۱     |
| ۱۵۳۴۳۵ | 2001 QN224    | ۲۴ اوت ۲۰۰۱     |
| ۱۵۳۴۳۶ | 2001 QH227    | ۲۴ اوت ۲۰۰۱     |
| ۱۵۳۴۳۷ | 2001 QD230    | ۲۴ اوت ۲۰۰۱     |
| ۱۵۳۴۳۸ | 2001 QT230    | ۲۴ اوت ۲۰۰۱     |
| ۱۵۳۴۳۹ | 2001 QR234    | ۲۴ اوت ۲۰۰۱     |
| ۱۵۳۴۴۰ | 2001 QB244    | ۲۴ اوت ۲۰۰۱     |
| ۱۵۳۴۴۱ | 2001 QW245    | ۲۴ اوت ۲۰۰۱     |
| ۱۵۳۴۴۲ | 2001 QV252    | ۲۵ اوت ۲۰۰۱     |
| ۱۵۳۴۴۳ | 2001 QW256    | ۲۵ اوت ۲۰۰۱     |
| ۱۵۳۴۴۴ | 2001 QU259    | ۲۵ اوت ۲۰۰۱     |
| ۱۵۳۴۴۵ | 2001 QR262    | ۲۵ اوت ۲۰۰۱     |
| ۱۵۳۴۴۶ | 2001 QS267    | ۲۰ اوت ۲۰۰۱     |
| ۱۵۳۴۴۷ | 2001 QN272    | ۱۹ اوت ۲۰۰۱     |
| ۱۵۳۴۴۸ | 2001 QE273    | ۱۹ اوت ۲۰۰۱     |
| ۱۵۳۴۴۹ | 2001 QR278    | ۱۹ اوت ۲۰۰۱     |
| ۱۵۳۴۵۰ | 2001 QN279    | ۱۹ اوت ۲۰۰۱     |
| ۱۵۳۴۵۱ | 2001 QK283    | ۱۸ اوت ۲۰۰۱     |
| ۱۵۳۴۵۲ | 2001 QQ286    | ۱۷ اوت ۲۰۰۱     |
| ۱۵۳۴۵۳ | 2001 QR287    | ۱۷ اوت ۲۰۰۱     |
| ۱۵۳۴۵۴ | 2001 QC290    | ۱۶ اوت ۲۰۰۱     |
| ۱۵۳۴۵۵ | 2001 QT296    | ۲۴ اوت ۲۰۰۱     |
| ۱۵۳۴۵۶ | 2001 QC304    | ۱۹ اوت ۲۰۰۱     |
| ۱۵۳۴۵۷ | 2001 QX310    | ۱۹ اوت ۲۰۰۱     |
| ۱۵۳۴۵۸ | 2001 QD328    | ۲۴ اوت ۲۰۰۱     |
| ۱۵۳۴۵۹ | 2001 QD329    | ۱۶ اوت ۲۰۰۱     |
| ۱۵۳۴۵۹ | 2001 RN       | ۷ سپتامبر ۲۰۰۱  |
| ۱۵۳۴۶۱ | 2001 RF1      | ۷ سپتامبر ۲۰۰۱  |
| ۱۵۳۴۶۲ | 2001 RE2      | ۸ سپتامبر ۲۰۰۱  |
| ۱۵۳۴۶۳ | 2001 RX4      | ۸ سپتامبر ۲۰۰۱  |
| ۱۵۳۴۶۴ | 2001 RW6      | ۱۰ سپتامبر ۲۰۰۱ |
| ۱۵۳۴۶۵ | 2001 RF7      | ۱۰ سپتامبر ۲۰۰۱ |
| ۱۵۳۴۶۶ | 2001 RC11     | ۱۰ سپتامبر ۲۰۰۱ |
| ۱۵۳۴۶۷ | 2001 RU13     | ۱۰ سپتامبر ۲۰۰۱ |
| ۱۵۳۴۶۸ | 2001 RO16     | ۱۲ سپتامبر ۲۰۰۱ |
| ۱۵۳۴۶۹ | 2001 RW22     | ۷ سپتامبر ۲۰۰۱  |
| ۱۵۳۴۷۰ | 2001 RB26     | ۷ سپتامبر ۲۰۰۱  |
| ۱۵۳۴۷۱ | 2001 RU29     | ۷ سپتامبر ۲۰۰۱  |
| ۱۵۳۴۷۲ | 2001 RX31     | ۸ سپتامبر ۲۰۰۱  |
| ۱۵۳۴۷۳ | 2001 RX38     | ۹ سپتامبر ۲۰۰۱  |
| ۱۵۳۴۷۴ | 2001 RK43     | ۱۲ سپتامبر ۲۰۰۱ |
| ۱۵۳۴۷۵ | 2001 RR45     | ۱۴ سپتامبر ۲۰۰۱ |
| ۱۵۳۴۷۶ | 2001 RT58     | ۱۲ سپتامبر ۲۰۰۱ |
| ۱۵۳۴۷۷ | 2001 RC66     | ۱۰ سپتامبر ۲۰۰۱ |
| ۱۵۳۴۷۸ | 2001 RE66     | ۱۰ سپتامبر ۲۰۰۱ |
| ۱۵۳۴۷۹ | 2001 RQ66     | ۱۰ سپتامبر ۲۰۰۱ |
| ۱۵۳۴۸۰ | 2001 RT66     | ۱۰ سپتامبر ۲۰۰۱ |
| ۱۵۳۴۸۱ | 2001 RY68     | ۱۰ سپتامبر ۲۰۰۱ |
| ۱۵۳۴۸۲ | 2001 RK69     | ۱۰ سپتامبر ۲۰۰۱ |
| ۱۵۳۴۸۳ | 2001 RK76     | ۱۰ سپتامبر ۲۰۰۱ |
| ۱۵۳۴۸۴ | 2001 RQ80     | ۱۴ سپتامبر ۲۰۰۱ |
| ۱۵۳۴۸۵ | 2001 RZ81     | ۱۴ سپتامبر ۲۰۰۱ |
| ۱۵۳۴۸۶ | 2001 RB82     | ۱۲ سپتامبر ۲۰۰۱ |
| ۱۵۳۴۸۷ | 2001 RF86     | ۱۱ سپتامبر ۲۰۰۱ |
| ۱۵۳۴۸۸ | 2001 RL87     | ۱۱ سپتامبر ۲۰۰۱ |
| ۱۵۳۴۸۹ | 2001 RT87     | ۱۱ سپتامبر ۲۰۰۱ |
| ۱۵۳۴۹۰ | 2001 RF89     | ۱۱ سپتامبر ۲۰۰۱ |
| ۱۵۳۴۹۱ | 2001 RK90     | ۱۱ سپتامبر ۲۰۰۱ |
| ۱۵۳۴۹۲ | 2001 RJ93     | ۱۱ سپتامبر ۲۰۰۱ |
| ۱۵۳۴۹۳ | 2001 RX101    | ۱۲ سپتامبر ۲۰۰۱ |
| ۱۵۳۴۹۴ | 2001 RF107    | ۱۲ سپتامبر ۲۰۰۱ |
| ۱۵۳۴۹۵ | 2001 RQ113    | ۱۲ سپتامبر ۲۰۰۱ |
| ۱۵۳۴۹۶ | 2001 RY113    | ۱۲ سپتامبر ۲۰۰۱ |
| ۱۵۳۴۹۷ | 2001 RV118    | ۱۲ سپتامبر ۲۰۰۱ |
| ۱۵۳۴۹۸ | 2001 RL119    | ۱۲ سپتامبر ۲۰۰۱ |
| ۱۵۳۴۹۹ | 2001 RL122    | ۱۲ سپتامبر ۲۰۰۱ |
| ۱۵۳۵۰۰ | 2001 RN122    | ۱۲ سپتامبر ۲۰۰۱ |
| ۱۵۳۵۰۱ | 2001 RG126    | ۱۲ سپتامبر ۲۰۰۱ |
| ۱۵۳۵۰۲ | 2001 RU128    | ۱۲ سپتامبر ۲۰۰۱ |
| ۱۵۳۵۰۳ | 2001 RB129    | ۱۲ سپتامبر ۲۰۰۱ |
| ۱۵۳۵۰۴ | 2001 RE130    | ۱۲ سپتامبر ۲۰۰۱ |
| ۱۵۳۵۰۵ | 2001 RV130    | ۱۲ سپتامبر ۲۰۰۱ |
| ۱۵۳۵۰۶ | 2001 RC133    | ۱۲ سپتامبر ۲۰۰۱ |
| ۱۵۳۵۰۷ | 2001 RL135    | ۱۲ سپتامبر ۲۰۰۱ |
| ۱۵۳۵۰۸ | 2001 RF137    | ۱۲ سپتامبر ۲۰۰۱ |
| ۱۵۳۵۰۹ | 2001 RJ139    | ۱۲ سپتامبر ۲۰۰۱ |
| ۱۵۳۵۱۰ | 2001 RB146    | ۸ سپتامبر ۲۰۰۱  |
| ۱۵۳۵۱۱ | 2001 RT146    | ۹ سپتامبر ۲۰۰۱  |
| ۱۵۳۵۱۲ | 2001 SB3      | ۱۷ سپتامبر ۲۰۰۱ |
| ۱۵۳۵۱۳ | 2001 SJ6      | ۱۸ سپتامبر ۲۰۰۱ |
| ۱۵۳۵۱۴ | 2001 SZ6      | ۱۸ سپتامبر ۲۰۰۱ |
| ۱۵۳۵۱۵ | 2001 SD13     | ۱۶ سپتامبر ۲۰۰۱ |
| ۱۵۳۵۱۶ | 2001 SH14     | ۱۶ سپتامبر ۲۰۰۱ |
| ۱۵۳۵۱۷ | 2001 SO14     | ۱۶ سپتامبر ۲۰۰۱ |
| ۱۵۳۵۱۸ | 2001 ST14     | ۱۶ سپتامبر ۲۰۰۱ |
| ۱۵۳۵۱۹ | 2001 SD17     | ۱۶ سپتامبر ۲۰۰۱ |
| ۱۵۳۵۲۰ | 2001 SW28     | ۱۶ سپتامبر ۲۰۰۱ |
| ۱۵۳۵۲۱ | 2001 SV36     | ۱۶ سپتامبر ۲۰۰۱ |
| ۱۵۳۵۲۲ | 2001 SN38     | ۱۶ سپتامبر ۲۰۰۱ |
| ۱۵۳۵۲۳ | 2001 SS38     | ۱۶ سپتامبر ۲۰۰۱ |
| ۱۵۳۵۲۴ | 2001 SG39     | ۱۶ سپتامبر ۲۰۰۱ |
| ۱۵۳۵۲۵ | 2001 SL43     | ۱۶ سپتامبر ۲۰۰۱ |
| ۱۵۳۵۲۶ | 2001 SB44     | ۱۶ سپتامبر ۲۰۰۱ |
| ۱۵۳۵۲۷ | 2001 SM47     | ۱۶ سپتامبر ۲۰۰۱ |
| ۱۵۳۵۲۸ | 2001 SZ49     | ۱۶ سپتامبر ۲۰۰۱ |
| ۱۵۳۵۲۹ | 2001 SD53     | ۱۶ سپتامبر ۲۰۰۱ |
| ۱۵۳۵۳۰ | 2001 SL61     | ۱۷ سپتامبر ۲۰۰۱ |
| ۱۵۳۵۳۱ | 2001 SH63     | ۱۷ سپتامبر ۲۰۰۱ |
| ۱۵۳۵۳۲ | 2001 SK63     | ۱۷ سپتامبر ۲۰۰۱ |
| ۱۵۳۵۳۳ | 2001 SE66     | ۱۷ سپتامبر ۲۰۰۱ |
| ۱۵۳۵۳۴ | 2001 SH66     | ۱۷ سپتامبر ۲۰۰۱ |
| ۱۵۳۵۳۵ | 2001 SZ66     | ۱۷ سپتامبر ۲۰۰۱ |
| ۱۵۳۵۳۶ | 2001 SF93     | ۲۰ سپتامبر ۲۰۰۱ |
| ۱۵۳۵۳۷ | 2001 SQ93     | ۲۰ سپتامبر ۲۰۰۱ |
| ۱۵۳۵۳۸ | 2001 SO97     | ۲۰ سپتامبر ۲۰۰۱ |
| ۱۵۳۵۳۹ | 2001 SD101    | ۲۰ سپتامبر ۲۰۰۱ |
| ۱۵۳۵۴۰ | 2001 SA103    | ۲۰ سپتامبر ۲۰۰۱ |
| ۱۵۳۵۴۱ | 2001 SW106    | ۲۰ سپتامبر ۲۰۰۱ |
| ۱۵۳۵۴۲ | 2001 SS107    | ۲۰ سپتامبر ۲۰۰۱ |
| ۱۵۳۵۴۳ | 2001 SM110    | ۲۰ سپتامبر ۲۰۰۱ |
| ۱۵۳۵۴۴ | 2001 SR112    | ۱۸ سپتامبر ۲۰۰۱ |
| ۱۵۳۵۴۵ | 2001 SS114    | ۲۰ سپتامبر ۲۰۰۱ |
| ۱۵۳۵۴۶ | 2001 SZ114    | ۲۰ سپتامبر ۲۰۰۱ |
| ۱۵۳۵۴۷ | 2001 SY118    | ۱۶ سپتامبر ۲۰۰۱ |
| ۱۵۳۵۴۸ | 2001 SN120    | ۱۶ سپتامبر ۲۰۰۱ |
| ۱۵۳۵۴۹ | 2001 SG124    | ۱۶ سپتامبر ۲۰۰۱ |
| ۱۵۳۵۵۰ | 2001 SJ125    | ۱۶ سپتامبر ۲۰۰۱ |
| ۱۵۳۵۵۱ | 2001 SG131    | ۱۶ سپتامبر ۲۰۰۱ |
| ۱۵۳۵۵۲ | 2001 SZ132    | ۱۶ سپتامبر ۲۰۰۱ |
| ۱۵۳۵۵۳ | 2001 SM134    | ۱۶ سپتامبر ۲۰۰۱ |
| ۱۵۳۵۵۴ | 2001 SQ135    | ۱۶ سپتامبر ۲۰۰۱ |
| ۱۵۳۵۵۵ | 2001 SE136    | ۱۶ سپتامبر ۲۰۰۱ |
| ۱۵۳۵۵۶ | 2001 SJ138    | ۱۶ سپتامبر ۲۰۰۱ |
| ۱۵۳۵۵۷ | 2001 SA139    | ۱۶ سپتامبر ۲۰۰۱ |
| ۱۵۳۵۵۸ | 2001 SN139    | ۱۶ سپتامبر ۲۰۰۱ |
| ۱۵۳۵۵۹ | 2001 SJ141    | ۱۶ سپتامبر ۲۰۰۱ |
| ۱۵۳۵۶۰ | 2001 SF150    | ۱۷ سپتامبر ۲۰۰۱ |
| ۱۵۳۵۶۱ | 2001 SS155    | ۱۷ سپتامبر ۲۰۰۱ |
| ۱۵۳۵۶۲ | 2001 SL157    | ۱۷ سپتامبر ۲۰۰۱ |
| ۱۵۳۵۶۳ | 2001 SN157    | ۱۷ سپتامبر ۲۰۰۱ |
| ۱۵۳۵۶۴ | 2001 SE158    | ۱۷ سپتامبر ۲۰۰۱ |
| ۱۵۳۵۶۵ | 2001 SQ161    | ۱۷ سپتامبر ۲۰۰۱ |
| ۱۵۳۵۶۶ | 2001 SR163    | ۱۷ سپتامبر ۲۰۰۱ |
| ۱۵۳۵۶۷ | 2001 SV163    | ۱۷ سپتامبر ۲۰۰۱ |
| ۱۵۳۵۶۸ | 2001 SQ167    | ۱۹ سپتامبر ۲۰۰۱ |
| ۱۵۳۵۶۹ | 2001 SR173    | ۱۶ سپتامبر ۲۰۰۱ |
| ۱۵۳۵۷۰ | 2001 SH184    | ۱۹ سپتامبر ۲۰۰۱ |
| ۱۵۳۵۷۱ | 2001 SQ184    | ۱۹ سپتامبر ۲۰۰۱ |
| ۱۵۳۵۷۲ | 2001 SL197    | ۱۹ سپتامبر ۲۰۰۱ |
| ۱۵۳۵۷۳ | 2001 SU210    | ۱۹ سپتامبر ۲۰۰۱ |
| ۱۵۳۵۷۴ | 2001 SJ220    | ۱۹ سپتامبر ۲۰۰۱ |
| ۱۵۳۵۷۵ | 2001 SP226    | ۱۹ سپتامبر ۲۰۰۱ |
| ۱۵۳۵۷۶ | 2001 SJ230    | ۱۹ سپتامبر ۲۰۰۱ |
| ۱۵۳۵۷۷ | 2001 SN233    | ۱۹ سپتامبر ۲۰۰۱ |
| ۱۵۳۵۷۸ | 2001 SX237    | ۱۹ سپتامبر ۲۰۰۱ |
| ۱۵۳۵۷۹ | 2001 SH241    | ۱۹ سپتامبر ۲۰۰۱ |
| ۱۵۳۵۸۰ | 2001 SY241    | ۱۹ سپتامبر ۲۰۰۱ |
| ۱۵۳۵۸۱ | 2001 SH242    | ۱۹ سپتامبر ۲۰۰۱ |
| ۱۵۳۵۸۲ | 2001 SO243    | ۱۹ سپتامبر ۲۰۰۱ |
| ۱۵۳۵۸۳ | 2001 SG244    | ۱۹ سپتامبر ۲۰۰۱ |
| ۱۵۳۵۸۴ | 2001 SS245    | ۱۹ سپتامبر ۲۰۰۱ |
| ۱۵۳۵۸۵ | 2001 SM246    | ۱۹ سپتامبر ۲۰۰۱ |
| ۱۵۳۵۸۶ | 2001 SR246    | ۱۹ سپتامبر ۲۰۰۱ |
| ۱۵۳۵۸۷ | 2001 SG250    | ۱۹ سپتامبر ۲۰۰۱ |
| ۱۵۳۵۸۸ | 2001 SC251    | ۱۹ سپتامبر ۲۰۰۱ |
| ۱۵۳۵۸۹ | 2001 SS255    | ۱۹ سپتامبر ۲۰۰۱ |
| ۱۵۳۵۹۰ | 2001 SY256    | ۱۹ سپتامبر ۲۰۰۱ |
| ۱۵۳۵۹۱ | 2001 SN263    | ۲۰ سپتامبر ۲۰۰۱ |
| ۱۵۳۵۹۲ | 2001 SG266    | ۲۵ سپتامبر ۲۰۰۱ |
| ۱۵۳۵۹۳ | 2001 SX268    | ۱۹ سپتامبر ۲۰۰۱ |
| ۱۵۳۵۹۴ | 2001 SH271    | ۲۰ سپتامبر ۲۰۰۱ |
| ۱۵۳۵۹۵ | 2001 SW271    | ۲۰ سپتامبر ۲۰۰۱ |
| ۱۵۳۵۹۶ | 2001 SA277    | ۲۱ سپتامبر ۲۰۰۱ |
| ۱۵۳۵۹۷ | 2001 SE279    | ۲۱ سپتامبر ۲۰۰۱ |
| ۱۵۳۵۹۸ | 2001 SV279    | ۲۱ سپتامبر ۲۰۰۱ |
| ۱۵۳۵۹۹ | 2001 SD280    | ۲۱ سپتامبر ۲۰۰۱ |
| ۱۵۳۶۰۰ | 2001 SU280    | ۲۱ سپتامبر ۲۰۰۱ |
| ۱۵۳۶۰۱ | 2001 SQ281    | ۲۱ سپتامبر ۲۰۰۱ |
| ۱۵۳۶۰۲ | 2001 SS283    | ۲۱ سپتامبر ۲۰۰۱ |
| ۱۵۳۶۰۳ | 2001 SL285    | ۲۲ سپتامبر ۲۰۰۱ |
| ۱۵۳۶۰۴ | 2001 SC293    | ۱۶ سپتامبر ۲۰۰۱ |
| ۱۵۳۶۰۵ | 2001 SD309    | ۲۲ سپتامبر ۲۰۰۱ |
| ۱۵۳۶۰۶ | 2001 SW312    | ۲۱ سپتامبر ۲۰۰۱ |
| ۱۵۳۶۰۷ | 2001 SZ315    | ۲۵ سپتامبر ۲۰۰۱ |
| ۱۵۳۶۰۸ | 2001 SQ318    | ۲۱ سپتامبر ۲۰۰۱ |
| ۱۵۳۶۰۹ | 2001 SP333    | ۱۹ سپتامبر ۲۰۰۱ |
| ۱۵۳۶۱۰ | 2001 SR338    | ۲۰ سپتامبر ۲۰۰۱ |
| ۱۵۳۶۱۱ | 2001 SO341    | ۲۱ سپتامبر ۲۰۰۱ |
| ۱۵۳۶۱۲ | 2001 SN353    | ۲۲ سپتامبر ۲۰۰۱ |
| ۱۵۳۶۱۳ | 2001 TK1      | ۱۰ اکتبر ۲۰۰۱   |
| ۱۵۳۶۱۴ | 2001 TN3      | ۷ اکتبر ۲۰۰۱    |
| ۱۵۳۶۱۵ | 2001 TM11     | ۱۳ اکتبر ۲۰۰۱   |
| ۱۵۳۶۱۶ | 2001 TD17     | ۱۴ اکتبر ۲۰۰۱   |
| ۱۵۳۶۱۷ | 2001 TR17     | ۱۴ اکتبر ۲۰۰۱   |
| ۱۵۳۶۱۸ | 2001 TP19     | ۹ اکتبر ۲۰۰۱    |
| ۱۵۳۶۱۹ | 2001 TT20     | ۹ اکتبر ۲۰۰۱    |
| ۱۵۳۶۲۰ | 2001 TX20     | ۹ اکتبر ۲۰۰۱    |
| ۱۵۳۶۲۱ | 2001 TC21     | ۹ اکتبر ۲۰۰۱    |
| ۱۵۳۶۲۲ | 2001 TB33     | ۱۴ اکتبر ۲۰۰۱   |
| ۱۵۳۶۲۳ | 2001 TF35     | ۱۴ اکتبر ۲۰۰۱   |
| ۱۵۳۶۲۴ | 2001 TJ36     | ۱۴ اکتبر ۲۰۰۱   |
| ۱۵۳۶۲۵ | 2001 TK39     | ۱۴ اکتبر ۲۰۰۱   |
| ۱۵۳۶۲۶ | 2001 TF44     | ۱۴ اکتبر ۲۰۰۱   |
| ۱۵۳۶۲۷ | 2001 TZ45     | ۱۵ اکتبر ۲۰۰۱   |
| ۱۵۳۶۲۸ | 2001 TE48     | ۹ اکتبر ۲۰۰۱    |
| ۱۵۳۶۲۹ | 2001 TD54     | ۱۴ اکتبر ۲۰۰۱   |
| ۱۵۳۶۳۰ | 2001 TA57     | ۱۱ اکتبر ۲۰۰۱   |
| ۱۵۳۶۳۱ | 2001 TF61     | ۱۳ اکتبر ۲۰۰۱   |
| ۱۵۳۶۳۲ | 2001 TT63     | ۱۳ اکتبر ۲۰۰۱   |
| ۱۵۳۶۳۳ | 2001 TM64     | ۱۳ اکتبر ۲۰۰۱   |
| ۱۵۳۶۳۴ | 2001 TS65     | ۱۳ اکتبر ۲۰۰۱   |
| ۱۵۳۶۳۵ | 2001 TU70     | ۱۳ اکتبر ۲۰۰۱   |
| ۱۵۳۶۳۶ | 2001 TS73     | ۱۳ اکتبر ۲۰۰۱   |
| ۱۵۳۶۳۷ | 2001 TS76     | ۱۳ اکتبر ۲۰۰۱   |
| ۱۵۳۶۳۸ | 2001 TX76     | ۱۳ اکتبر ۲۰۰۱   |
| ۱۵۳۶۳۹ | 2001 TZ76     | ۱۳ اکتبر ۲۰۰۱   |
| ۱۵۳۶۴۰ | 2001 TS77     | ۱۳ اکتبر ۲۰۰۱   |
| ۱۵۳۶۴۱ | 2001 TD79     | ۱۳ اکتبر ۲۰۰۱   |
| ۱۵۳۶۴۲ | 2001 TS79     | ۱۳ اکتبر ۲۰۰۱   |
| ۱۵۳۶۴۳ | 2001 TX82     | ۱۴ اکتبر ۲۰۰۱   |
| ۱۵۳۶۴۴ | 2001 TO87     | ۱۴ اکتبر ۲۰۰۱   |
| ۱۵۳۶۴۵ | 2001 TV93     | ۱۴ اکتبر ۲۰۰۱   |
| ۱۵۳۶۴۶ | 2001 TC95     | ۱۴ اکتبر ۲۰۰۱   |
| ۱۵۳۶۴۷ | 2001 TJ97     | ۱۴ اکتبر ۲۰۰۱   |
| ۱۵۳۶۴۸ | 2001 TE101    | ۱۴ اکتبر ۲۰۰۱   |
| ۱۵۳۶۴۹ | 2001 TJ102    | ۱۵ اکتبر ۲۰۰۱   |
| ۱۵۳۶۵۰ | 2001 TO102    | ۱۵ اکتبر ۲۰۰۱   |
| ۱۵۳۶۵۱ | 2001 TT102    | ۱۵ اکتبر ۲۰۰۱   |
| ۱۵۳۶۵۲ | 2001 TC103    | ۱۵ اکتبر ۲۰۰۱   |
| ۱۵۳۶۵۳ | 2001 TA104    | ۱۵ اکتبر ۲۰۰۱   |
| ۱۵۳۶۵۴ | 2001 TB113    | ۱۴ اکتبر ۲۰۰۱   |
| ۱۵۳۶۵۵ | 2001 TQ118    | ۱۵ اکتبر ۲۰۰۱   |
| ۱۵۳۶۵۶ | 2001 TE122    | ۱۵ اکتبر ۲۰۰۱   |
| ۱۵۳۶۵۷ | 2001 TO130    | ۸ اکتبر ۲۰۰۱    |
| ۱۵۳۶۵۸ | 2001 TL134    | ۱۲ اکتبر ۲۰۰۱   |
| ۱۵۳۶۵۹ | 2001 TC140    | ۱۰ اکتبر ۲۰۰۱   |
| ۱۵۳۶۶۰ | 2001 TB146    | ۱۰ اکتبر ۲۰۰۱   |
| ۱۵۳۶۶۱ | 2001 TH147    | ۱۰ اکتبر ۲۰۰۱   |
| ۱۵۳۶۶۲ | 2001 TY150    | ۱۰ اکتبر ۲۰۰۱   |
| ۱۵۳۶۶۳ | 2001 TL152    | ۱۰ اکتبر ۲۰۰۱   |
| ۱۵۳۶۶۴ | 2001 TN152    | ۱۰ اکتبر ۲۰۰۱   |
| ۱۵۳۶۶۵ | 2001 TL164    | ۱۱ اکتبر ۲۰۰۱   |
| ۱۵۳۶۶۶ | 2001 TC170    | ۱۵ اکتبر ۲۰۰۱   |
| ۱۵۳۶۶۷ | 2001 TK174    | ۱۴ اکتبر ۲۰۰۱   |
| ۱۵۳۶۶۸ | 2001 TU181    | ۱۴ اکتبر ۲۰۰۱   |
| ۱۵۳۶۶۹ | 2001 TL185    | ۱۴ اکتبر ۲۰۰۱   |
| ۱۵۳۶۷۰ | 2001 TJ187    | ۱۴ اکتبر ۲۰۰۱   |
| ۱۵۳۶۷۱ | 2001 TF188    | ۱۴ اکتبر ۲۰۰۱   |
| ۱۵۳۶۷۲ | 2001 TO189    | ۱۴ اکتبر ۲۰۰۱   |
| ۱۵۳۶۷۳ | 2001 TW189    | ۱۴ اکتبر ۲۰۰۱   |
| ۱۵۳۶۷۴ | 2001 TE190    | ۱۴ اکتبر ۲۰۰۱   |
| ۱۵۳۶۷۵ | 2001 TG190    | ۱۴ اکتبر ۲۰۰۱   |
| ۱۵۳۶۷۶ | 2001 TY191    | ۱۴ اکتبر ۲۰۰۱   |
| ۱۵۳۶۷۷ | 2001 TS194    | ۱۵ اکتبر ۲۰۰۱   |
| ۱۵۳۶۷۸ | 2001 TM200    | ۱۱ اکتبر ۲۰۰۱   |
| ۱۵۳۶۷۹ | 2001 TN206    | ۱۱ اکتبر ۲۰۰۱   |
| ۱۵۳۶۸۰ | 2001 TW208    | ۱۲ اکتبر ۲۰۰۱   |
| ۱۵۳۶۸۱ | 2001 TC209    | ۱۲ اکتبر ۲۰۰۱   |
| ۱۵۳۶۸۲ | 2001 TG224    | ۱۴ اکتبر ۲۰۰۱   |
| ۱۵۳۶۸۳ | 2001 TL225    | ۱۴ اکتبر ۲۰۰۱   |
| ۱۵۳۶۸۴ | 2001 TR225    | ۱۴ اکتبر ۲۰۰۱   |
| ۱۵۳۶۸۵ | 2001 TW229    | ۱۵ اکتبر ۲۰۰۱   |
| ۱۵۳۶۸۶ | 2001 TZ242    | ۱۴ اکتبر ۲۰۰۱   |
| ۱۵۳۶۸۷ | 2001 UH3      | ۱۶ اکتبر ۲۰۰۱   |
| ۱۵۳۶۸۸ | 2001 UB8      | ۱۷ اکتبر ۲۰۰۱   |
| ۱۵۳۶۸۹ | 2001 UY10     | ۲۲ اکتبر ۲۰۰۱   |
| ۱۵۳۶۹۰ | 2001 UH15     | ۲۴ اکتبر ۲۰۰۱   |
| ۱۵۳۶۹۱ | 2001 UY15     | ۲۵ اکتبر ۲۰۰۱   |
| ۱۵۳۶۹۲ | 2001 US17     | ۲۵ اکتبر ۲۰۰۱   |
| ۱۵۳۶۹۳ | 2001 UG23     | ۱۸ اکتبر ۲۰۰۱   |
| ۱۵۳۶۹۴ | 2001 UV28     | ۱۶ اکتبر ۲۰۰۱   |
| ۱۵۳۶۹۵ | 2001 US35     | ۱۶ اکتبر ۲۰۰۱   |
| ۱۵۳۶۹۶ | 2001 UO36     | ۱۶ اکتبر ۲۰۰۱   |
| ۱۵۳۶۹۷ | 2001 UN40     | ۱۷ اکتبر ۲۰۰۱   |
| ۱۵۳۶۹۸ | 2001 UJ43     | ۱۷ اکتبر ۲۰۰۱   |
| ۱۵۳۶۹۹ | 2001 UB46     | ۱۷ اکتبر ۲۰۰۱   |
| ۱۵۳۷۰۰ | 2001 UM46     | ۱۷ اکتبر ۲۰۰۱   |
| ۱۵۳۷۰۱ | 2001 UT46     | ۱۷ اکتبر ۲۰۰۱   |
| ۱۵۳۷۰۲ | 2001 UO47     | ۱۷ اکتبر ۲۰۰۱   |
| ۱۵۳۷۰۳ | 2001 UK48     | ۱۷ اکتبر ۲۰۰۱   |
| ۱۵۳۷۰۴ | 2001 UJ53     | ۱۷ اکتبر ۲۰۰۱   |
| ۱۵۳۷۰۵ | 2001 UF56     | ۱۷ اکتبر ۲۰۰۱   |
| ۱۵۳۷۰۶ | 2001 UQ61     | ۱۷ اکتبر ۲۰۰۱   |
| ۱۵۳۷۰۷ | 2001 UN74     | ۱۷ اکتبر ۲۰۰۱   |
| ۱۵۳۷۰۸ | 2001 UK76     | ۱۷ اکتبر ۲۰۰۱   |
| ۱۵۳۷۰۹ | 2001 US80     | ۲۰ اکتبر ۲۰۰۱   |
| ۱۵۳۷۱۰ | 2001 UR82     | ۲۰ اکتبر ۲۰۰۱   |
| ۱۵۳۷۱۱ | 2001 UG90     | ۲۱ اکتبر ۲۰۰۱   |
| ۱۵۳۷۱۲ | 2001 UN92     | ۱۸ اکتبر ۲۰۰۱   |
| ۱۵۳۷۱۳ | 2001 US95     | ۱۶ اکتبر ۲۰۰۱   |
| ۱۵۳۷۱۴ | 2001 UM96     | ۱۷ اکتبر ۲۰۰۱   |
| ۱۵۳۷۱۵ | 2001 UT96     | ۱۷ اکتبر ۲۰۰۱   |
| ۱۵۳۷۱۶ | 2001 UE97     | ۱۷ اکتبر ۲۰۰۱   |
| ۱۵۳۷۱۷ | 2001 UV100    | ۲۰ اکتبر ۲۰۰۱   |
| ۱۵۳۷۱۸ | 2001 UD104    | ۲۰ اکتبر ۲۰۰۱   |
| ۱۵۳۷۱۹ | 2001 UW104    | ۲۰ اکتبر ۲۰۰۱   |
| ۱۵۳۷۲۰ | 2001 UL105    | ۲۰ اکتبر ۲۰۰۱   |
| ۱۵۳۷۲۱ | 2001 UO109    | ۲۰ اکتبر ۲۰۰۱   |
| ۱۵۳۷۲۲ | 2001 UQ112    | ۲۱ اکتبر ۲۰۰۱   |
| ۱۵۳۷۲۳ | 2001 UG114    | ۲۲ اکتبر ۲۰۰۱   |
| ۱۵۳۷۲۴ | 2001 UM118    | ۲۲ اکتبر ۲۰۰۱   |
| ۱۵۳۷۲۵ | 2001 UP118    | ۲۲ اکتبر ۲۰۰۱   |
| ۱۵۳۷۲۶ | 2001 UU119    | ۲۲ اکتبر ۲۰۰۱   |
| ۱۵۳۷۲۷ | 2001 UY119    | ۲۲ اکتبر ۲۰۰۱   |
| ۱۵۳۷۲۸ | 2001 UD120    | ۲۲ اکتبر ۲۰۰۱   |
| ۱۵۳۷۲۹ | 2001 UW122    | ۲۲ اکتبر ۲۰۰۱   |
| ۱۵۳۷۳۰ | 2001 UJ125    | ۲۲ اکتبر ۲۰۰۱   |
| ۱۵۳۷۳۱ | 2001 UC132    | ۲۰ اکتبر ۲۰۰۱   |
| ۱۵۳۷۳۲ | 2001 UL132    | ۲۰ اکتبر ۲۰۰۱   |
| ۱۵۳۷۳۳ | 2001 UV132    | ۲۱ اکتبر ۲۰۰۱   |
| ۱۵۳۷۳۴ | 2001 UF134    | ۲۱ اکتبر ۲۰۰۱   |
| ۱۵۳۷۳۵ | 2001 UH137    | ۲۳ اکتبر ۲۰۰۱   |
| ۱۵۳۷۳۶ | 2001 UR137    | ۲۳ اکتبر ۲۰۰۱   |
| ۱۵۳۷۳۷ | 2001 UN140    | ۲۳ اکتبر ۲۰۰۱   |
| ۱۵۳۷۳۸ | 2001 US142    | ۲۳ اکتبر ۲۰۰۱   |
| ۱۵۳۷۳۹ | 2001 UY142    | ۲۳ اکتبر ۲۰۰۱   |
| ۱۵۳۷۴۰ | 2001 UL143    | ۲۳ اکتبر ۲۰۰۱   |
| ۱۵۳۷۴۱ | 2001 UE145    | ۲۳ اکتبر ۲۰۰۱   |
| ۱۵۳۷۴۲ | 2001 UG146    | ۲۳ اکتبر ۲۰۰۱   |
| ۱۵۳۷۴۳ | 2001 UD153    | ۲۳ اکتبر ۲۰۰۱   |
| ۱۵۳۷۴۴ | 2001 UU153    | ۲۳ اکتبر ۲۰۰۱   |
| ۱۵۳۷۴۵ | 2001 UW153    | ۲۳ اکتبر ۲۰۰۱   |
| ۱۵۳۷۴۶ | 2001 UF156    | ۲۳ اکتبر ۲۰۰۱   |
| ۱۵۳۷۴۷ | 2001 UA158    | ۲۳ اکتبر ۲۰۰۱   |
| ۱۵۳۷۴۸ | 2001 UB161    | ۲۳ اکتبر ۲۰۰۱   |
| ۱۵۳۷۴۹ | 2001 UJ167    | ۱۹ اکتبر ۲۰۰۱   |
| ۱۵۳۷۵۰ | 2001 UD168    | ۱۹ اکتبر ۲۰۰۱   |
| ۱۵۳۷۵۱ | 2001 UQ168    | ۱۹ اکتبر ۲۰۰۱   |
| ۱۵۳۷۵۲ | 2001 UZ173    | ۱۸ اکتبر ۲۰۰۱   |
| ۱۵۳۷۵۳ | 2001 UC184    | ۱۶ اکتبر ۲۰۰۱   |
| ۱۵۳۷۵۴ | 2001 UR196    | ۱۸ اکتبر ۲۰۰۱   |
| ۱۵۳۷۵۵ | 2001 UZ199    | ۱۹ اکتبر ۲۰۰۱   |
| ۱۵۳۷۵۶ | 2001 UF201    | ۱۹ اکتبر ۲۰۰۱   |
| ۱۵۳۷۵۷ | 2001 UN210    | ۲۱ اکتبر ۲۰۰۱   |
| ۱۵۳۷۵۸ | 2001 UQ214    | ۲۳ اکتبر ۲۰۰۱   |
| ۱۵۳۷۵۹ | 2001 UX216    | ۲۴ اکتبر ۲۰۰۱   |
| ۱۵۳۷۶۰ | 2001 UH221    | ۲۳ اکتبر ۲۰۰۱   |
| ۱۵۳۷۶۱ | 2001 UB222    | ۲۵ اکتبر ۲۰۰۱   |
| ۱۵۳۷۶۲ | 2001 VP1      | ۹ نوامبر ۲۰۰۱   |
| ۱۵۳۷۶۳ | 2001 VY10     | ۱۰ نوامبر ۲۰۰۱  |
| ۱۵۳۷۶۴ | 2001 VZ11     | ۱۰ نوامبر ۲۰۰۱  |
| ۱۵۳۷۶۵ | 2001 VF12     | ۱۰ نوامبر ۲۰۰۱  |
| ۱۵۳۷۶۶ | 2001 VD14     | ۱۰ نوامبر ۲۰۰۱  |
| ۱۵۳۷۶۷ | 2001 VC23     | ۹ نوامبر ۲۰۰۱   |
| ۱۵۳۷۶۸ | 2001 VD27     | ۹ نوامبر ۲۰۰۱   |
| ۱۵۳۷۶۹ | 2001 VJ29     | ۹ نوامبر ۲۰۰۱   |
| ۱۵۳۷۷۰ | 2001 VO29     | ۹ نوامبر ۲۰۰۱   |
| ۱۵۳۷۷۱ | 2001 VV33     | ۹ نوامبر ۲۰۰۱   |
| ۱۵۳۷۷۲ | 2001 VQ34     | ۹ نوامبر ۲۰۰۱   |
| ۱۵۳۷۷۳ | 2001 VL38     | ۹ نوامبر ۲۰۰۱   |
| ۱۵۳۷۷۴ | 2001 VT38     | ۹ نوامبر ۲۰۰۱   |
| ۱۵۳۷۷۵ | 2001 VY38     | ۹ نوامبر ۲۰۰۱   |
| ۱۵۳۷۷۶ | 2001 VU41     | ۹ نوامبر ۲۰۰۱   |
| ۱۵۳۷۷۷ | 2001 VK42     | ۹ نوامبر ۲۰۰۱   |
| ۱۵۳۷۷۸ | 2001 VN45     | ۹ نوامبر ۲۰۰۱   |
| ۱۵۳۷۷۹ | 2001 VO51     | ۱۰ نوامبر ۲۰۰۱  |
| ۱۵۳۷۸۰ | 2001 VW57     | ۱۰ نوامبر ۲۰۰۱  |
| ۱۵۳۷۸۱ | 2001 VD58     | ۱۰ نوامبر ۲۰۰۱  |
| ۱۵۳۷۸۲ | 2001 VY58     | ۱۰ نوامبر ۲۰۰۱  |
| ۱۵۳۷۸۳ | 2001 VQ60     | ۱۰ نوامبر ۲۰۰۱  |
| ۱۵۳۷۸۴ | 2001 VY60     | ۱۰ نوامبر ۲۰۰۱  |
| ۱۵۳۷۸۵ | 2001 VG64     | ۱۰ نوامبر ۲۰۰۱  |
| ۱۵۳۷۸۶ | 2001 VH65     | ۱۰ نوامبر ۲۰۰۱  |
| ۱۵۳۷۸۷ | 2001 VM65     | ۱۰ نوامبر ۲۰۰۱  |
| ۱۵۳۷۸۸ | 2001 VU69     | ۱۱ نوامبر ۲۰۰۱  |
| ۱۵۳۷۸۹ | 2001 VC70     | ۱۱ نوامبر ۲۰۰۱  |
| ۱۵۳۷۹۰ | 2001 VJ71     | ۱۱ نوامبر ۲۰۰۱  |
| ۱۵۳۷۹۱ | 2001 VZ73     | ۱۱ نوامبر ۲۰۰۱  |
| ۱۵۳۷۹۲ | 2001 VH75     | ۱۲ نوامبر ۲۰۰۱  |
| ۱۵۳۷۹۳ | 2001 VF78     | ۱۵ نوامبر ۲۰۰۱  |
| ۱۵۳۷۹۴ | 2001 VZ78     | ۹ نوامبر ۲۰۰۱   |
| ۱۵۳۷۹۵ | 2001 VO79     | ۹ نوامبر ۲۰۰۱   |
| ۱۵۳۷۹۶ | 2001 VS79     | ۹ نوامبر ۲۰۰۱   |
| ۱۵۳۷۹۷ | 2001 VH95     | ۱۵ نوامبر ۲۰۰۱  |
| ۱۵۳۷۹۸ | 2001 VR96     | ۱۵ نوامبر ۲۰۰۱  |
| ۱۵۳۷۹۹ | 2001 VZ96     | ۱۵ نوامبر ۲۰۰۱  |
| ۱۵۳۸۰۰ | 2001 VT97     | ۱۵ نوامبر ۲۰۰۱  |
| ۱۵۳۸۰۱ | 2001 VV106    | ۱۲ نوامبر ۲۰۰۱  |
| ۱۵۳۸۰۲ | 2001 VY109    | ۱۲ نوامبر ۲۰۰۱  |
| ۱۵۳۸۰۳ | 2001 VO110    | ۱۲ نوامبر ۲۰۰۱  |
| ۱۵۳۸۰۴ | 2001 VO113    | ۱۲ نوامبر ۲۰۰۱  |
| ۱۵۳۸۰۵ | 2001 VO114    | ۱۲ نوامبر ۲۰۰۱  |
| ۱۵۳۸۰۶ | 2001 VC116    | ۱۲ نوامبر ۲۰۰۱  |
| ۱۵۳۸۰۷ | 2001 VJ116    | ۱۲ نوامبر ۲۰۰۱  |
| ۱۵۳۸۰۸ | 2001 VS116    | ۱۲ نوامبر ۲۰۰۱  |
| ۱۵۳۸۰۹ | 2001 VP118    | ۱۲ نوامبر ۲۰۰۱  |
| ۱۵۳۸۱۰ | 2001 VK119    | ۱۲ نوامبر ۲۰۰۱  |
| ۱۵۳۸۱۱ | 2001 VL119    | ۱۲ نوامبر ۲۰۰۱  |
| ۱۵۳۸۱۲ | 2001 VJ120    | ۱۲ نوامبر ۲۰۰۱  |
| ۱۵۳۸۱۲ | 2001 WE       | ۱۶ نوامبر ۲۰۰۱  |
| ۱۵۳۸۱۴ | 2001 WN5      | ۲۰ نوامبر ۲۰۰۱  |
| ۱۵۳۸۱۵ | 2001 WC7      | ۱۷ نوامبر ۲۰۰۱  |
| ۱۵۳۸۱۶ | 2001 WU8      | ۱۷ نوامبر ۲۰۰۱  |
| ۱۵۳۸۱۷ | 2001 WP9      | ۱۷ نوامبر ۲۰۰۱  |
| ۱۵۳۸۱۸ | 2001 WP10     | ۱۷ نوامبر ۲۰۰۱  |
| ۱۵۳۸۱۹ | 2001 WX14     | ۱۷ نوامبر ۲۰۰۱  |
| ۱۵۳۸۲۰ | 2001 WO20     | ۱۷ نوامبر ۲۰۰۱  |
| ۱۵۳۸۲۱ | 2001 WS31     | ۱۷ نوامبر ۲۰۰۱  |
| ۱۵۳۸۲۲ | 2001 WH37     | ۱۷ نوامبر ۲۰۰۱  |
| ۱۵۳۸۲۳ | 2001 WU37     | ۱۷ نوامبر ۲۰۰۱  |
| ۱۵۳۸۲۴ | 2001 WN45     | ۱۹ نوامبر ۲۰۰۱  |
| ۱۵۳۸۲۵ | 2001 WX48     | ۱۷ نوامبر ۲۰۰۱  |
| ۱۵۳۸۲۶ | 2001 WS50     | ۱۷ نوامبر ۲۰۰۱  |
| ۱۵۳۸۲۷ | 2001 WF51     | ۱۹ نوامبر ۲۰۰۱  |
| ۱۵۳۸۲۸ | 2001 WT70     | ۲۰ نوامبر ۲۰۰۱  |
| ۱۵۳۸۲۹ | 2001 WQ76     | ۲۰ نوامبر ۲۰۰۱  |
| ۱۵۳۸۳۰ | 2001 WQ79     | ۲۰ نوامبر ۲۰۰۱  |
| ۱۵۳۸۳۱ | 2001 WC80     | ۲۰ نوامبر ۲۰۰۱  |
| ۱۵۳۸۳۲ | 2001 WW100    | ۱۶ نوامبر ۲۰۰۱  |
| ۱۵۳۸۳۳ | 2001 XB4      | ۹ دسامبر ۲۰۰۱   |
| ۱۵۳۸۳۴ | 2001 XD6      | ۷ دسامبر ۲۰۰۱   |
| ۱۵۳۸۳۵ | 2001 XD10     | ۹ دسامبر ۲۰۰۱   |
| ۱۵۳۸۳۶ | 2001 XB12     | ۹ دسامبر ۲۰۰۱   |
| ۱۵۳۸۳۷ | 2001 XD13     | ۹ دسامبر ۲۰۰۱   |
| ۱۵۳۸۳۸ | 2001 XG17     | ۹ دسامبر ۲۰۰۱   |
| ۱۵۳۸۳۹ | 2001 XS20     | ۹ دسامبر ۲۰۰۱   |
| ۱۵۳۸۴۰ | 2001 XZ20     | ۹ دسامبر ۲۰۰۱   |
| ۱۵۳۸۴۱ | 2001 XL23     | ۹ دسامبر ۲۰۰۱   |
| ۱۵۳۸۴۲ | 2001 XT30     | ۱۱ دسامبر ۲۰۰۱  |
| ۱۵۳۸۴۳ | 2001 XF32     | ۷ دسامبر ۲۰۰۱   |
| ۱۵۳۸۴۴ | 2001 XV36     | ۹ دسامبر ۲۰۰۱   |
| ۱۵۳۸۴۵ | 2001 XX38     | ۹ دسامبر ۲۰۰۱   |
| ۱۵۳۸۴۶ | 2001 XL42     | ۹ دسامبر ۲۰۰۱   |
| ۱۵۳۸۴۷ | 2001 XU42     | ۹ دسامبر ۲۰۰۱   |
| ۱۵۳۸۴۸ | 2001 XY43     | ۹ دسامبر ۲۰۰۱   |
| ۱۵۳۸۴۹ | 2001 XC45     | ۹ دسامبر ۲۰۰۱   |
| ۱۵۳۸۵۰ | 2001 XS46     | ۹ دسامبر ۲۰۰۱   |
| ۱۵۳۸۵۱ | 2001 XL47     | ۹ دسامبر ۲۰۰۱   |
| ۱۵۳۸۵۲ | 2001 XH52     | ۱۰ دسامبر ۲۰۰۱  |
| ۱۵۳۸۵۳ | 2001 XP52     | ۱۰ دسامبر ۲۰۰۱  |
| ۱۵۳۸۵۴ | 2001 XS52     | ۱۰ دسامبر ۲۰۰۱  |
| ۱۵۳۸۵۵ | 2001 XK53     | ۱۰ دسامبر ۲۰۰۱  |
| ۱۵۳۸۵۶ | 2001 XD54     | ۱۰ دسامبر ۲۰۰۱  |
| ۱۵۳۸۵۷ | 2001 XJ62     | ۱۰ دسامبر ۲۰۰۱  |
| ۱۵۳۸۵۸ | 2001 XE64     | ۱۰ دسامبر ۲۰۰۱  |
| ۱۵۳۸۵۹ | 2001 XB65     | ۱۰ دسامبر ۲۰۰۱  |
| ۱۵۳۸۶۰ | 2001 XE65     | ۱۰ دسامبر ۲۰۰۱  |
| ۱۵۳۸۶۱ | 2001 XL69     | ۱۱ دسامبر ۲۰۰۱  |
| ۱۵۳۸۶۲ | 2001 XK71     | ۱۱ دسامبر ۲۰۰۱  |
| ۱۵۳۸۶۳ | 2001 XV71     | ۱۱ دسامبر ۲۰۰۱  |
| ۱۵۳۸۶۴ | 2001 XT72     | ۱۱ دسامبر ۲۰۰۱  |
| ۱۵۳۸۶۵ | 2001 XX74     | ۱۱ دسامبر ۲۰۰۱  |
| ۱۵۳۸۶۶ | 2001 XQ78     | ۱۱ دسامبر ۲۰۰۱  |
| ۱۵۳۸۶۷ | 2001 XC79     | ۱۱ دسامبر ۲۰۰۱  |
| ۱۵۳۸۶۸ | 2001 XR83     | ۱۱ دسامبر ۲۰۰۱  |
| ۱۵۳۸۶۹ | 2001 XE85     | ۱۱ دسامبر ۲۰۰۱  |
| ۱۵۳۸۷۰ | 2001 XD87     | ۱۳ دسامبر ۲۰۰۱  |
| ۱۵۳۸۷۱ | 2001 XQ88     | ۱۰ دسامبر ۲۰۰۱  |
| ۱۵۳۸۷۲ | 2001 XC90     | ۱۰ دسامبر ۲۰۰۱  |
| ۱۵۳۸۷۳ | 2001 XY91     | ۱۰ دسامبر ۲۰۰۱  |
| ۱۵۳۸۷۴ | 2001 XN102    | ۱۱ دسامبر ۲۰۰۱  |
| ۱۵۳۸۷۵ | 2001 XL103    | ۱۴ دسامبر ۲۰۰۱  |
| ۱۵۳۸۷۶ | 2001 XR121    | ۱۴ دسامبر ۲۰۰۱  |
| ۱۵۳۸۷۷ | 2001 XB131    | ۱۴ دسامبر ۲۰۰۱  |
| ۱۵۳۸۷۸ | 2001 XM141    | ۱۴ دسامبر ۲۰۰۱  |
| ۱۵۳۸۷۹ | 2001 XY141    | ۱۴ دسامبر ۲۰۰۱  |
| ۱۵۳۸۸۰ | 2001 XG148    | ۱۴ دسامبر ۲۰۰۱  |
| ۱۵۳۸۸۱ | 2001 XH148    | ۱۴ دسامبر ۲۰۰۱  |
| ۱۵۳۸۸۲ | 2001 XW148    | ۱۴ دسامبر ۲۰۰۱  |
| ۱۵۳۸۸۳ | 2001 XQ153    | ۱۴ دسامبر ۲۰۰۱  |
| ۱۵۳۸۸۴ | 2001 XO158    | ۱۴ دسامبر ۲۰۰۱  |
| ۱۵۳۸۸۵ | 2001 XN163    | ۱۴ دسامبر ۲۰۰۱  |
| ۱۵۳۸۸۶ | 2001 XR171    | ۱۴ دسامبر ۲۰۰۱  |
| ۱۵۳۸۸۷ | 2001 XC172    | ۱۴ دسامبر ۲۰۰۱  |
| ۱۵۳۸۸۸ | 2001 XU178    | ۱۴ دسامبر ۲۰۰۱  |
| ۱۵۳۸۸۹ | 2001 XJ185    | ۱۴ دسامبر ۲۰۰۱  |
| ۱۵۳۸۹۰ | 2001 XL188    | ۱۴ دسامبر ۲۰۰۱  |
| ۱۵۳۸۹۱ | 2001 XZ193    | ۱۴ دسامبر ۲۰۰۱  |
| ۱۵۳۸۹۲ | 2001 XE196    | ۱۴ دسامبر ۲۰۰۱  |
| ۱۵۳۸۹۳ | 2001 XC197    | ۱۴ دسامبر ۲۰۰۱  |
| ۱۵۳۸۹۴ | 2001 XT198    | ۱۴ دسامبر ۲۰۰۱  |
| ۱۵۳۸۹۵ | 2001 XF206    | ۱۱ دسامبر ۲۰۰۱  |
| ۱۵۳۸۹۶ | 2001 XT206    | ۱۱ دسامبر ۲۰۰۱  |
| ۱۵۳۸۹۷ | 2001 XV206    | ۱۱ دسامبر ۲۰۰۱  |
| ۱۵۳۸۹۸ | 2001 XT210    | ۱۱ دسامبر ۲۰۰۱  |
| ۱۵۳۸۹۹ | 2001 XJ215    | ۱۳ دسامبر ۲۰۰۱  |
| ۱۵۳۹۰۰ | 2001 XZ216    | ۱۴ دسامبر ۲۰۰۱  |
| ۱۵۳۹۰۱ | 2001 XB219    | ۱۵ دسامبر ۲۰۰۱  |
| ۱۵۳۹۰۲ | 2001 XV221    | ۱۵ دسامبر ۲۰۰۱  |
| ۱۵۳۹۰۳ | 2001 XR227    | ۱۵ دسامبر ۲۰۰۱  |
| ۱۵۳۹۰۴ | 2001 XV232    | ۱۵ دسامبر ۲۰۰۱  |
| ۱۵۳۹۰۵ | 2001 XC234    | ۱۵ دسامبر ۲۰۰۱  |
| ۱۵۳۹۰۶ | 2001 XM234    | ۱۵ دسامبر ۲۰۰۱  |
| ۱۵۳۹۰۷ | 2001 XK236    | ۱۵ دسامبر ۲۰۰۱  |
| ۱۵۳۹۰۸ | 2001 XA237    | ۱۵ دسامبر ۲۰۰۱  |
| ۱۵۳۹۰۹ | 2001 XF238    | ۱۵ دسامبر ۲۰۰۱  |
| ۱۵۳۹۱۰ | 2001 XO239    | ۱۵ دسامبر ۲۰۰۱  |
| ۱۵۳۹۱۱ | 2001 XL241    | ۱۴ دسامبر ۲۰۰۱  |
| ۱۵۳۹۱۲ | 2001 XG243    | ۱۴ دسامبر ۲۰۰۱  |
| ۱۵۳۹۱۳ | 2001 XO246    | ۱۵ دسامبر ۲۰۰۱  |
| ۱۵۳۹۱۴ | 2001 XV248    | ۱۴ دسامبر ۲۰۰۱  |
| ۱۵۳۹۱۵ | 2001 XE252    | ۱۴ دسامبر ۲۰۰۱  |
| ۱۵۳۹۱۶ | 2001 XA257    | ۷ دسامبر ۲۰۰۱   |
| ۱۵۳۹۱۷ | 2001 YK9      | ۱۷ دسامبر ۲۰۰۱  |
| ۱۵۳۹۱۸ | 2001 YO12     | ۱۷ دسامبر ۲۰۰۱  |
| ۱۵۳۹۱۹ | 2001 YU18     | ۱۷ دسامبر ۲۰۰۱  |
| ۱۵۳۹۲۰ | 2001 YW20     | ۱۸ دسامبر ۲۰۰۱  |
| ۱۵۳۹۲۱ | 2001 YZ22     | ۱۸ دسامبر ۲۰۰۱  |
| ۱۵۳۹۲۲ | 2001 YQ26     | ۱۸ دسامبر ۲۰۰۱  |
| ۱۵۳۹۲۳ | 2001 YW41     | ۱۸ دسامبر ۲۰۰۱  |
| ۱۵۳۹۲۴ | 2001 YF53     | ۱۸ دسامبر ۲۰۰۱  |
| ۱۵۳۹۲۵ | 2001 YT54     | ۱۸ دسامبر ۲۰۰۱  |
| ۱۵۳۹۲۶ | 2001 YL59     | ۱۸ دسامبر ۲۰۰۱  |
| ۱۵۳۹۲۷ | 2001 YT59     | ۱۸ دسامبر ۲۰۰۱  |
| ۱۵۳۹۲۸ | 2001 YB61     | ۱۸ دسامبر ۲۰۰۱  |
| ۱۵۳۹۲۹ | 2001 YJ63     | ۱۸ دسامبر ۲۰۰۱  |
| ۱۵۳۹۳۰ | 2001 YG66     | ۱۸ دسامبر ۲۰۰۱  |
| ۱۵۳۹۳۱ | 2001 YA68     | ۱۸ دسامبر ۲۰۰۱  |
| ۱۵۳۹۳۲ | 2001 YJ70     | ۱۸ دسامبر ۲۰۰۱  |
| ۱۵۳۹۳۳ | 2001 YR71     | ۱۸ دسامبر ۲۰۰۱  |
| ۱۵۳۹۳۴ | 2001 YD74     | ۱۸ دسامبر ۲۰۰۱  |
| ۱۵۳۹۳۵ | 2001 YC80     | ۱۸ دسامبر ۲۰۰۱  |
| ۱۵۳۹۳۶ | 2001 YJ89     | ۱۸ دسامبر ۲۰۰۱  |
| ۱۵۳۹۳۷ | 2001 YG97     | ۱۷ دسامبر ۲۰۰۱  |
| ۱۵۳۹۳۸ | 2001 YJ105    | ۱۷ دسامبر ۲۰۰۱  |
| ۱۵۳۹۳۹ | 2001 YW110    | ۱۸ دسامبر ۲۰۰۱  |
| ۱۵۳۹۴۰ | 2001 YD118    | ۱۸ دسامبر ۲۰۰۱  |
| ۱۵۳۹۴۱ | 2001 YM121    | ۱۷ دسامبر ۲۰۰۱  |
| ۱۵۳۹۴۲ | 2001 YD122    | ۱۷ دسامبر ۲۰۰۱  |
| ۱۵۳۹۴۳ | 2001 YH127    | ۱۷ دسامبر ۲۰۰۱  |
| ۱۵۳۹۴۴ | 2001 YN127    | ۱۷ دسامبر ۲۰۰۱  |
| ۱۵۳۹۴۵ | 2001 YP127    | ۱۷ دسامبر ۲۰۰۱  |
| ۱۵۳۹۴۶ | 2001 YS129    | ۱۷ دسامبر ۲۰۰۱  |
| ۱۵۳۹۴۷ | 2001 YG131    | ۱۸ دسامبر ۲۰۰۱  |
| ۱۵۳۹۴۸ | 2001 YX134    | ۱۹ دسامبر ۲۰۰۱  |
| ۱۵۳۹۴۹ | 2001 YY148    | ۱۸ دسامبر ۲۰۰۱  |
| ۱۵۳۹۵۰ | 2001 YL156    | ۲۰ دسامبر ۲۰۰۱  |
| ۱۵۳۹۵۱ | 2002 AC3      | ۷ ژانویه ۲۰۰۲   |
| ۱۵۳۹۵۲ | 2002 AZ5      | ۴ ژانویه ۲۰۰۲   |
| ۱۵۳۹۵۳ | 2002 AD9      | ۹ ژانویه ۲۰۰۲   |
| ۱۵۳۹۵۴ | 2002 AL9      | ۱۱ ژانویه ۲۰۰۲  |
| ۱۵۳۹۵۵ | 2002 AA20     | ۵ ژانویه ۲۰۰۲   |
| ۱۵۳۹۵۶ | 2002 AG27     | ۱۲ ژانویه ۲۰۰۲  |
| ۱۵۳۹۵۷ | 2002 AB29     | ۱۳ ژانویه ۲۰۰۲  |
| ۱۵۳۹۵۸ | 2002 AM31     | ۱۴ ژانویه ۲۰۰۲  |
| ۱۵۳۹۵۹ | 2002 AC34     | ۱۲ ژانویه ۲۰۰۲  |
| ۱۵۳۹۶۰ | 2002 AT35     | ۸ ژانویه ۲۰۰۲   |
| ۱۵۳۹۶۱ | 2002 AZ39     | ۹ ژانویه ۲۰۰۲   |
| ۱۵۳۹۶۲ | 2002 AT40     | ۹ ژانویه ۲۰۰۲   |
| ۱۵۳۹۶۳ | 2002 AW41     | ۹ ژانویه ۲۰۰۲   |
| ۱۵۳۹۶۴ | 2002 AP42     | ۹ ژانویه ۲۰۰۲   |
| ۱۵۳۹۶۵ | 2002 AV47     | ۹ ژانویه ۲۰۰۲   |
| ۱۵۳۹۶۶ | 2002 AU49     | ۹ ژانویه ۲۰۰۲   |
| ۱۵۳۹۶۷ | 2002 AC53     | ۹ ژانویه ۲۰۰۲   |
| ۱۵۳۹۶۸ | 2002 AE58     | ۹ ژانویه ۲۰۰۲   |
| ۱۵۳۹۶۹ | 2002 AL59     | ۹ ژانویه ۲۰۰۲   |
| ۱۵۳۹۷۰ | 2002 AJ79     | ۸ ژانویه ۲۰۰۲   |
| ۱۵۳۹۷۱ | 2002 AT80     | ۹ ژانویه ۲۰۰۲   |
| ۱۵۳۹۷۲ | 2002 AD81     | ۹ ژانویه ۲۰۰۲   |
| ۱۵۳۹۷۳ | 2002 AH82     | ۹ ژانویه ۲۰۰۲   |
| ۱۵۳۹۷۴ | 2002 AV87     | ۹ ژانویه ۲۰۰۲   |
| ۱۵۳۹۷۵ | 2002 AV93     | ۸ ژانویه ۲۰۰۲   |
| ۱۵۳۹۷۶ | 2002 AX101    | ۸ ژانویه ۲۰۰۲   |
| ۱۵۳۹۷۷ | 2002 AG106    | ۹ ژانویه ۲۰۰۲   |
| ۱۵۳۹۷۸ | 2002 AE111    | ۹ ژانویه ۲۰۰۲   |
| ۱۵۳۹۷۹ | 2002 AQ111    | ۹ ژانویه ۲۰۰۲   |
| ۱۵۳۹۸۰ | 2002 AG112    | ۹ ژانویه ۲۰۰۲   |
| ۱۵۳۹۸۱ | 2002 AO119    | ۹ ژانویه ۲۰۰۲   |
| ۱۵۳۹۸۲ | 2002 AM120    | ۹ ژانویه ۲۰۰۲   |
| ۱۵۳۹۸۳ | 2002 AC121    | ۹ ژانویه ۲۰۰۲   |
| ۱۵۳۹۸۴ | 2002 AF131    | ۱۲ ژانویه ۲۰۰۲  |
| ۱۵۳۹۸۵ | 2002 AT132    | ۸ ژانویه ۲۰۰۲   |
| ۱۵۳۹۸۶ | 2002 AT139    | ۱۳ ژانویه ۲۰۰۲  |
| ۱۵۳۹۸۷ | 2002 AS150    | ۱۴ ژانویه ۲۰۰۲  |
| ۱۵۳۹۸۸ | 2002 AF153    | ۱۴ ژانویه ۲۰۰۲  |
| ۱۵۳۹۸۹ | 2002 AB157    | ۱۳ ژانویه ۲۰۰۲  |
| ۱۵۳۹۹۰ | 2002 AH157    | ۱۳ ژانویه ۲۰۰۲  |
| ۱۵۳۹۹۱ | 2002 AY162    | ۱۳ ژانویه ۲۰۰۲  |
| ۱۵۳۹۹۲ | 2002 AT164    | ۱۳ ژانویه ۲۰۰۲  |
| ۱۵۳۹۹۳ | 2002 AT165    | ۱۳ ژانویه ۲۰۰۲  |
| ۱۵۳۹۹۴ | 2002 AM169    | ۱۴ ژانویه ۲۰۰۲  |
| ۱۵۳۹۹۵ | 2002 AK173    | ۱۴ ژانویه ۲۰۰۲  |
| ۱۵۳۹۹۶ | 2002 AZ174    | ۱۴ ژانویه ۲۰۰۲  |
| ۱۵۳۹۹۷ | 2002 AV176    | ۱۴ ژانویه ۲۰۰۲  |
| ۱۵۳۹۹۸ | 2002 AC181    | ۵ ژانویه ۲۰۰۲   |
| ۱۵۳۹۹۹ | 2002 AC183    | ۵ ژانویه ۲۰۰۲   |
| ۱۵۴۰۰۰ | 2002 AM187    | ۸ ژانویه ۲۰۰۲   |